# Playoffs NBA 2023
Los Playoffs de la NBA de 2023 fueron el ciclo de cierre o eliminatorias de la temporada 2022-23 de la NBA. Los playoffs dieron comienzo el sábado 15 de abril y finalizaron el lunes 12 de junio de 2023 con las Finales de la NBA.

## Formato
El formato de estos playoffs es el mismo utilizado desde hace dos años.
Los 30 equipos en el torneo norteamericano se distribuyen dividiéndose en 2 conferencias de 15 equipos cada una. Cada Conferencia está constituida por 3 Divisiones diferentes y, en cada una de ellas, están incluidos 5 equipos. La Conferencia Oeste incluye la División Pacífico, División Noroeste y la División Suroeste; la Conferencia Este está compuesta por la División Atlántico, División Central y División Sureste.
Una vez terminada la temporada regular, la clasificación para los playoffs se produce de la siguiente manera: se clasifican los 6 mejores equipos de cada conferencia. Se ordenan en orden descendente según la cantidad de victorias. Los clasificados del puesto 7.º al 10.º de cada conferencia, disputarán la eliminatoria 'Play-In' que otorgará las plazas 7.ª y 8.ª de cada conferencia.
Una vez que se establecen los puestos definitivos para los playoffs, se realizan unas eliminatorias denominadas: 1.ª ronda, Semifinales y Final de Conferencia y las franquicias que ganen sus eliminatorias se van clasificando de la siguiente forma:
|  | 1.ª ronda       | 1.ª ronda |  |  | Semifinales de Conferencia | Semifinales de Conferencia |  |  | Final de Conferencia | Final de Conferencia |
|  | 2-2-1-1-1       | 2-2-1-1-1 |  |  | 2-2-1-1-1                  | 2-2-1-1-1                  |  |  | 2-2-1-1-1            | 2-2-1-1-1            |
|  |                 |           |  |  |                            |                            |  |  |                      |                      |
|  |                 |           |  |  |                            |                            |  |  |                      |                      |
|  |                 |           |  |  |                            |                            |  |  |                      |                      |
|  | 1.º Clasificado |           |  |  |                            |                            |  |  |                      |                      |
|  |                 |           |  |  |                            |                            |  |  |                      |                      |
|  | 8.º Clasificado |           |  |  |                            |                            |  |  |                      |                      |
|  |                 |           |  |  |                            |                            |  |  |                      |                      |
|  |                 |           |  |  |                            |                            |  |  |                      |                      |
|  |                 |           |  |  |                            |                            |  |  |                      |                      |
|  | 4.º Clasificado |           |  |  |                            |                            |  |  |                      |                      |
|  |                 |           |  |  |                            |                            |  |  |                      |                      |
|  | 5.º Clasificado |           |  |  |                            |                            |  |  |                      |                      |
|  |                 |           |  |  |                            |                            |  |  |                      |                      |
|  |                 |           |  |  |                            |                            |  |  |                      |                      |
|  |                 |           |  |  |                            |                            |  |  |                      |                      |
|  | 2.º Clasificado |           |  |  |                            |                            |  |  |                      |                      |
|  |                 |           |  |  |                            |                            |  |  |                      |                      |
|  | 7.º Clasificado |           |  |  |                            |                            |  |  |                      |                      |
|  |                 |           |  |  |                            |                            |  |  |                      |                      |
|  |                 |           |  |  |                            |                            |  |  |                      |                      |
|  |                 |           |  |  |                            |                            |  |  |                      |                      |
|  | 3.º Clasificado |           |  |  |                            |                            |  |  |                      |                      |
|  |                 |           |  |  |                            |                            |  |  |                      |                      |
|  | 6.º Clasificado |           |  |  |                            |                            |  |  |                      |                      |
|  |                 |           |  |  |                            |                            |  |  |                      |                      |

Las eliminatorias o series se juegan en un formato al mejor de 7 partidos, en el que se tiene que ganar 4 partidos para clasificarse para la siguiente ronda. El equipo que posea la ventaja de campo en cada eliminatoria disputará los partidos 1, 2, 5 y 7 como local, mientras que el resto de partidos se jugará en el pabellón del equipo contrario (Formato: 2-2-1-1-1). Se establece como equipo con ventaja de campo al que haya tenido mejor balance en liga entre los 2 contendientes de una eliminatoria. En el momento en que un equipo gana 4 partidos, se clasifica para la siguiente ronda de eliminatoria, sin jugar obligatoriamente los 7 partidos programados.

## Clasificación[1]
El primer equipo en clasificarse para playoffs fueron los Milwaukee Bucks, el 14 de marzo de 2023. Luego, el 16 de marzo, sería el turno de Denver Nuggets, el primero en clasificarse en el Oeste. El 18 y 21 de marzo entrarían Boston Celtics y Philadelphia 76ers, respectivamente. El 24 de marzo se clasificaban matemáticamente los Memphis Grizzlies. Dos días posteriores, el 26 de marzo, los Cleveland Cavaliers. Tres días después, el 29 de marzo, los Sacramento Kings volvían a unos playoffs, por primera vez desde 2006. El 2 de abril se clasificaban los New York Knicks. Dos días después, entraba oficialmente el noveno equipo a playoffs y cuarto en el Oeste, los Phoenix Suns. Cinco días más tarde, el 7 de abril se oficializó la clasificación de los Brooklyn Nets. El 9 de abril, el último día de temporada regular, se clasificaron Los Angeles Clippers y Golden State Warriors. El 11 de abril mediante la eliminatoria del Play-In tanto Atlanta Hawks como Los Angeles Lakers ingresaron como séptimos clasificados del Este y Oeste respectivamente. Por último, tres días después, Miami Heat en el Este y Minnesota Timberwolves en el Oeste fueron los dos últimos clasificados a play-offs vía play-in.
|  | Los puestos séptimo y octavo de cada conferencia se determinarán mediante la eliminatoria 'Play-In'. |

### Conferencia Este
| Puesto | Equipo              | Récord | Logros                      | Logros             | Logros                         | Logros                 |
| Puesto | Equipo              | Récord | Clasificación para Playoffs | Título de División | Mejor récord de la Conferencia | Mejor récord de la NBA |
| ------ | ------------------- | ------ | --------------------------- | ------------------ | ------------------------------ | ---------------------- |
| 1      | Milwaukee Bucks     | 58–24  | 14 de marzo                 | 28 de marzo        | 5 de abril                     | 5 de abril             |
| 2      | Boston Celtics      | 57–25  | 18 de marzo                 | 5 de abril         | —                              | —                      |
| 3      | Philadelphia 76ers  | 54–28  | 21 de marzo                 | —                  | —                              | —                      |
| 4      | Cleveland Cavaliers | 51–31  | 26 de marzo                 | —                  | —                              | —                      |
| 5      | New York Knicks     | 47–35  | 2 de abril                  | —                  | —                              | —                      |
| 6      | Brooklyn Nets       | 45–37  | 7 de abril                  | —                  | —                              | —                      |
| 7      | Atlanta Hawks       | 41–41  | 11 de abril                 | —                  | —                              | —                      |
| 8      | Miami Heat          | 44–38  | 14 de abril                 | 6 de abril         | —                              | —                      |

### Conferencia Oeste
| Puesto | Equipo                 | Récord | Logros                      | Logros             | Logros                         | Logros                 |
| Puesto | Equipo                 | Récord | Clasificación para Playoffs | Título de División | Mejor récord de la Conferencia | Mejor récord de la NBA |
| ------ | ---------------------- | ------ | --------------------------- | ------------------ | ------------------------------ | ---------------------- |
| 1      | Denver Nuggets         | 53–29  | 16 de marzo                 | 16 de marzo        | 5 de abril                     | —                      |
| 2      | Memphis Grizzlies      | 51–31  | 24 de marzo                 | 22 de marzo        | —                              | —                      |
| 3      | Sacramento Kings       | 48–34  | 29 de marzo                 | 4 de abril         | —                              | —                      |
| 4      | Phoenix Suns           | 45–37  | 4 de abril                  | —                  | —                              | —                      |
| 5      | Los Angeles Clippers   | 44–38  | 9 de abril                  | —                  | —                              | —                      |
| 6      | Golden State Warriors  | 44–38  | 9 de abril                  | —                  | —                              | —                      |
| 7      | Los Angeles Lakers     | 43–39  | 11 de abril                 | —                  | —                              | —                      |
| 8      | Minnesota Timberwolves | 42–40  | 14 de abril                 | —                  | —                              | —                      |

## Cuadro de enfrentamientos
|  | Primera ronda     | Primera ronda          | Primera ronda      |   |                     | Semifinales de Conferencia | Semifinales de Conferencia | Semifinales de Conferencia |  |    | Finales de Conferencia | Finales de Conferencia | Finales de Conferencia |  |    | Finales de la NBA | Finales de la NBA | Finales de la NBA |
|  |                   |                        |                    |   |                     |                            |                            |                            |  |    |                        |                        |                        |  |    |                   |                   |                   |
|  | E1                | Milwaukee Bucks        | 1                  |   |                     |                            |                            |                            |  |    |                        |                        |                        |  |    |                   |                   |                   |
|  | E8                | Miami Heat             | 4                  |   |                     |                            |                            |                            |  |    |                        |                        |                        |  |    |                   |                   |                   |
|  | E8                | Miami Heat             | 4                  |   | E8                  | Miami Heat                 | 4                          |                            |  |    |                        |                        |                        |  |    |                   |                   |                   |
|  |                   |                        |                    |   | E8                  | Miami Heat                 | 4                          |                            |  |    |                        |                        |                        |  |    |                   |                   |                   |
|  |                   | E5                     | New York Knicks    | 2 |                     |                            |                            |                            |  |    |                        |                        |                        |  |    |                   |                   |                   |
|  | E4                | E5                     | New York Knicks    | 2 | Cleveland Cavaliers | 1                          |                            |                            |  |    |                        |                        |                        |  |    |                   |                   |                   |
|  | E4                |                        |                    |   | Cleveland Cavaliers | 1                          |                            |                            |  |    |                        |                        |                        |  |    |                   |                   |                   |
|  | E5                | New York Knicks        | 4                  |   |                     |                            |                            |                            |  |    |                        |                        |                        |  |    |                   |                   |                   |
|  | E5                | New York Knicks        | 4                  |   |                     |                            |                            |                            |  | E8 | Miami Heat             | 4                      |                        |  |    |                   |                   |                   |
|  | Conferencia Este  |                        |                    |   |                     |                            |                            |                            |  | E8 | Miami Heat             | 4                      |                        |  |    |                   |                   |                   |
|  |                   | E2                     | Boston Celtics     | 3 |                     |                            |                            |                            |  |    |                        |                        |                        |  |    |                   |                   |                   |
|  | E3                | E2                     | Boston Celtics     | 3 | Philadelphia 76ers  | 4                          |                            |                            |  |    |                        |                        |                        |  |    |                   |                   |                   |
|  | E3                |                        |                    |   | Philadelphia 76ers  | 4                          |                            |                            |  |    |                        |                        |                        |  |    |                   |                   |                   |
|  | E6                | Brooklyn Nets          | 0                  |   |                     |                            |                            |                            |  |    |                        |                        |                        |  |    |                   |                   |                   |
|  | E6                | Brooklyn Nets          | 0                  |   | E3                  | Philadelphia 76ers         | 3                          |                            |  |    |                        |                        |                        |  |    |                   |                   |                   |
|  |                   |                        |                    |   | E3                  | Philadelphia 76ers         | 3                          |                            |  |    |                        |                        |                        |  |    |                   |                   |                   |
|  |                   | E2                     | Boston Celtics     | 4 |                     |                            |                            |                            |  |    |                        |                        |                        |  |    |                   |                   |                   |
|  | E2                | E2                     | Boston Celtics     | 4 | Boston Celtics      | 4                          |                            |                            |  |    |                        |                        |                        |  |    |                   |                   |                   |
|  | E2                |                        |                    |   | Boston Celtics      | 4                          |                            |                            |  |    |                        |                        |                        |  |    |                   |                   |                   |
|  | E7                | Atlanta Hawks          | 2                  |   |                     |                            |                            |                            |  |    |                        |                        |                        |  |    |                   |                   |                   |
|  | E7                | Atlanta Hawks          | 2                  |   |                     |                            |                            |                            |  |    |                        |                        |                        |  | E8 | Miami Heat        | 1                 |                   |
|  |                   |                        |                    |   |                     |                            |                            |                            |  |    |                        |                        |                        |  | E8 | Miami Heat        | 1                 |                   |
|  |                   | O1                     | Denver Nuggets     | 4 |                     |                            |                            |                            |  |    |                        |                        |                        |  |    |                   |                   |                   |
|  | O1                | O1                     | Denver Nuggets     | 4 | Denver Nuggets      | 4                          |                            |                            |  |    |                        |                        |                        |  |    |                   |                   |                   |
|  | O1                |                        |                    |   | Denver Nuggets      | 4                          |                            |                            |  |    |                        |                        |                        |  |    |                   |                   |                   |
|  | O8                | Minnesota Timberwolves | 1                  |   |                     |                            |                            |                            |  |    |                        |                        |                        |  |    |                   |                   |                   |
|  | O8                | Minnesota Timberwolves | 1                  |   | O1                  | Denver Nuggets             | 4                          |                            |  |    |                        |                        |                        |  |    |                   |                   |                   |
|  |                   |                        |                    |   | O1                  | Denver Nuggets             | 4                          |                            |  |    |                        |                        |                        |  |    |                   |                   |                   |
|  |                   | O4                     | Phoenix Suns       | 2 |                     |                            |                            |                            |  |    |                        |                        |                        |  |    |                   |                   |                   |
|  | O4                | O4                     | Phoenix Suns       | 2 | Phoenix Suns        | 4                          |                            |                            |  |    |                        |                        |                        |  |    |                   |                   |                   |
|  | O4                |                        |                    |   | Phoenix Suns        | 4                          |                            |                            |  |    |                        |                        |                        |  |    |                   |                   |                   |
|  | O5                | Los Angeles Clippers   | 1                  |   |                     |                            |                            |                            |  |    |                        |                        |                        |  |    |                   |                   |                   |
|  | O5                | Los Angeles Clippers   | 1                  |   |                     |                            |                            |                            |  | O1 | Denver Nuggets         | 4                      |                        |  |    |                   |                   |                   |
|  | Conferencia Oeste |                        |                    |   |                     |                            |                            |                            |  | O1 | Denver Nuggets         | 4                      |                        |  |    |                   |                   |                   |
|  |                   | O7                     | Los Angeles Lakers | 0 |                     |                            |                            |                            |  |    |                        |                        |                        |  |    |                   |                   |                   |
|  | O3                | O7                     | Los Angeles Lakers | 0 | Sacramento Kings    | 3                          |                            |                            |  |    |                        |                        |                        |  |    |                   |                   |                   |
|  | O3                |                        |                    |   | Sacramento Kings    | 3                          |                            |                            |  |    |                        |                        |                        |  |    |                   |                   |                   |
|  | O6                | Golden State Warriors  | 4                  |   |                     |                            |                            |                            |  |    |                        |                        |                        |  |    |                   |                   |                   |
|  | O6                | Golden State Warriors  | 4                  |   | O6                  | Golden State Warriors      | 2                          |                            |  |    |                        |                        |                        |  |    |                   |                   |                   |
|  |                   |                        |                    |   | O6                  | Golden State Warriors      | 2                          |                            |  |    |                        |                        |                        |  |    |                   |                   |                   |
|  |                   | O7                     | Los Angeles Lakers | 4 |                     |                            |                            |                            |  |    |                        |                        |                        |  |    |                   |                   |                   |
|  | O2                | O7                     | Los Angeles Lakers | 4 | Memphis Grizzlies   | 2                          |                            |                            |  |    |                        |                        |                        |  |    |                   |                   |                   |
|  | O2                |                        |                    |   | Memphis Grizzlies   | 2                          |                            |                            |  |    |                        |                        |                        |  |    |                   |                   |                   |
|  | O7                | Los Angeles Lakers     | 4                  |   |                     |                            |                            |                            |  |    |                        |                        |                        |  |    |                   |                   |                   |

Negrita - Ganador de las series
cursiva - Equipo con ventaja de campo

## Conferencia Este

### Primera ronda

#### (1) Milwaukee Bucks vs. (8) Miami Heat
| 16 de abril                | Miami Heat                                                 | 130–117                               | Milwaukee Bucks                                                   | |  |  |
| 5:30 p.m.                  | Parciales: 33–24, 35–31, 34–33, 28–29                      | Parciales: 33–24, 35–31, 34–33, 28–29 | Parciales: 33–24, 35–31, 34–33, 28–29                             | |  |  |
|                            | Estadísticas Jimmy Butler 35 Bam Adebayo 9 Jimmy Butler 11 | Reporte Pts Reb Asts                  | Estadísticas Khris Middleton 33 Khris Middleton 9 Jrue Holiday 16 | Pabellón: Fiserv Forum, Milwaukee, Wisconsin Asistencia: 17.381 espectadores Árbitros: Tony Brothers, Tyler Ford, Michael Smith |  |  |
| Miami lidera la serie, 1–0 |                                                            |                                       |                                                                   | |  |  |
|                            |                                                            |                                       |                                                                   | |  |  |

| 19 de abril         | Miami Heat                                                | 122–138                               | Milwaukee Bucks                                             | |  |  |
| 9:00 p.m.           | Parciales: 28–35, 27–46, 30–37, 37–20                     | Parciales: 28–35, 27–46, 30–37, 37–20 | Parciales: 28–35, 27–46, 30–37, 37–20                       | |  |  |
|                     | Estadísticas Jimmy Butler 25 Cody Zeller 8 Caleb Martin 6 | Reporte Pts Reb Asts                  | Estadísticas Brook Lopez 25 Bobby Portis 15 Jrue Holiday 11 | Pabellón: Fiserv Forum, Milwaukee, Wisconsin Asistencia: 17.576 espectadores Árbitros: John Goble, Brian Forte, Tre Maddox |  |  |
| Serie empatada, 1–1 |                                                           |                                       |                                                             | |  |  |
|                     |                                                           |                                       |                                                             | |  |  |

| 22 de abril                | Milwaukee Bucks                                                   | 99–121                                | Miami Heat                                                        | |  |  |
| 7:30 p.m.                  | Parciales: 21–29, 32–37, 26–28, 20–27                             | Parciales: 21–29, 32–37, 26–28, 20–27 | Parciales: 21–29, 32–37, 26–28, 20–27                             | |  |  |
|                            | Estadísticas Khris Middleton 23 Bobby Portis 10 Khris Middleton 6 | Reporte Pts Reb Asts                  | Estadísticas Jimmy Butler 30 Adebayo, Martin 11 c/u Bam Adebayo 5 | Pabellón: Kaseya Center, Miami, Florida Asistencia: 19.734 espectadores Árbitros: Eric Lewis, Kevin Scott, Rodney Mott |  |  |
| Miami lidera la serie, 2–1 |                                                                   |                                       |                                                                   | |  |  |
|                            |                                                                   |                                       |                                                                   | |  |  |

| 24 de abril                | Milwaukee Bucks                                                     | 114–119                               | Miami Heat                                                       | |  |  |
| 7:30 p.m.                  | Parciales: 33–28, 24–22, 32–28, 25–41                               | Parciales: 33–28, 24–22, 32–28, 25–41 | Parciales: 33–28, 24–22, 32–28, 25–41                            | |  |  |
|                            | Estadísticas Brook Lopez 36 Brook Lopez 11 Giannis Antetokounmpo 13 | Reporte Pts Reb Asts                  | Estadísticas Jimmy Butler 56 Butler, Martin 9 c/u Gabe Vincent 8 | Pabellón: Kaseya Center, Miami, Florida Asistencia: 19.614 espectadores Árbitros: Marc Davis, Mark Lindsay, Jacyn Goble |  |  |
| Miami lidera la serie, 3–1 |                                                                     |                                       |                                                                  | |  |  |
|                            |                                                                     |                                       |                                                                  | |  |  |

| 26 de abril              | Miami Heat                                                | 128–126                                            | Milwaukee Bucks                                                                         | |  |  |
| 9:30 p.m.                | Parciales: 36–33, 27–36, 23–33, 32–16 (T.E.: 10–8)        | Parciales: 36–33, 27–36, 23–33, 32–16 (T.E.: 10–8) | Parciales: 36–33, 27–36, 23–33, 32–16 (T.E.: 10–8)                                      | |  |  |
|                          | Estadísticas Jimmy Butler 42 Kevin Love 12 Bam Adebayo 10 | Reporte Pts Reb Asts                               | Estadísticas Giannis Antetokounmpo 38 Giannis Antetokounmpo 20 Holiday, Middleton 6 c/u | Pabellón: Fiserv Forum, Milwaukee, Wisconsin Asistencia: 18.113 espectadores Árbitros: James Williams, Sean Wright, Pat Fraher |  |  |
| Miami gana la serie, 4–1 |                                                           |                                                    |                                                                                         | |  |  |
|                          |                                                           |                                                    |                                                                                         | |  |  |

| 12 de enero de 2023 | Milwaukee Bucks | 102–108 | Miami Heat |                                     |  |
|                     |                 |         |            |                                     |  |
|                     |                 | Reporte |            | Pabellón: FTX Arena, Miami, Florida |  |

| 14 de enero de 2023 | Milwaukee Bucks | 95–111  | Miami Heat |                                            |  |
|                     |                 |         |            |                                            |  |
|                     |                 | Reporte |            | Pabellón: Miami-Dade Arena, Miami, Florida |  |

| 4 de febrero de 2023 | Miami Heat | 115–123 | Milwaukee Bucks |                                              |  |
|                      |            |         |                 |                                              |  |
|                      |            | Reporte |                 | Pabellón: Fiserv Forum, Milwaukee, Wisconsin |  |

| 24 de febrero de 2023 | Miami Heat | 99–128  | Milwaukee Bucks |                                              |  |
|                       |            |         |                 |                                              |  |
|                       |            | Reporte |                 | Pabellón: Fiserv Forum, Milwaukee, Wisconsin |  |

Esta es la cuarta vez que estos equipos se enfrentan en playoffs, Miami lidera la serie con dos triunfos contra uno.
| 2013 | Miami Heat | 4–0 | Milwaukee Bucks |                                           |
|      |            |     |                 |                                           |
|      |            |     |                 | Pabellón: 1.ª ronda Conferencia Este 2013 |

| 2020 | Milwaukee Bucks | 1–4 | Miami Heat |                                             |
|      |                 |     |            |                                             |
|      |                 |     |            | Pabellón: Semifinales Conferencia Este 2020 |

| 2021 | Milwaukee Bucks | 4–0 | Miami Heat |                                           |
|      |                 |     |            |                                           |
|      |                 |     |            | Pabellón: 1.ª ronda Conferencia Este 2021 |

#### (2) Boston Celtics vs. (7) Atlanta Hawks
| 15 de abril                 | Atlanta Hawks                                                     | 99–112                                | Boston Celtics                                                  | |  |  |
| 3:30 p.m.                   | Parciales: 19–29, 25–45, 31–20, 24–18                             | Parciales: 19–29, 25–45, 31–20, 24–18 | Parciales: 19–29, 25–45, 31–20, 24–18                           | |  |  |
|                             | Estadísticas Dejounte Murray 24 Capela, Murray 8 c/u Trae Young 8 | Reporte Pts Reb Asts                  | Estadísticas Jaylen Brown 29 Jaylen Brown 12 Smart, White 7 c/u | Pabellón: TD Garden, Boston, Massachusetts Asistencia: 19.156 espectadores Árbitros: David Guthrie, Bill Kennedy, Ben Taylor |  |  |
| Boston lidera la serie, 1–0 |                                                                   |                                       |                                                                 | |  |  |
|                             |                                                                   |                                       |                                                                 | |  |  |

| 18 de abril                 | Atlanta Hawks                                                          | 106–119                               | Boston Celtics                                                 | |  |  |
| 7:00 p.m.                   | Parciales: 25–28, 24–33, 32–29, 25–29                                  | Parciales: 25–28, 24–33, 32–29, 25–29 | Parciales: 25–28, 24–33, 32–29, 25–29                          | |  |  |
|                             | Estadísticas Dejounte Murray 29 De'Andre Hunter 12 Murray, Young 6 c/u | Reporte Pts Reb Asts                  | Estadísticas Jayson Tatum 29 Jayson Tatum 10 Malcolm Brogdon 8 | Pabellón: TD Garden, Boston, Massachusetts Asistencia: 19.156 espectadores Árbitros: James Williams, Mark Lindsay, Karl Lane |  |  |
| Boston lidera la serie, 2–0 |                                                                        |                                       |                                                                | |  |  |
|                             |                                                                        |                                       |                                                                | |  |  |

| 21 de abril                 | Boston Celtics                                              | 122–130                               | Atlanta Hawks                                           | |  |  |
| 7:00 p.m.                   | Parciales: 37–33, 30–41, 26–26, 29–30                       | Parciales: 37–33, 30–41, 26–26, 29–30 | Parciales: 37–33, 30–41, 26–26, 29–30                   | |  |  |
|                             | Estadísticas Jayson Tatum 29 Jayson Tatum 10 Marcus Smart 8 | Reporte Pts Reb Asts                  | Estadísticas Trae Young 32 Clint Capela 11 Trae Young 9 | Pabellón: State Farm Arena, Atlanta, Georgia Asistencia: 18.536 espectadores Árbitros: Scott Foster, Pat Fraher, Mitchell Ervin |  |  |
| Boston lidera la serie, 2–1 |                                                             |                                       |                                                         | |  |  |
|                             |                                                             |                                       |                                                         | |  |  |

| 23 de abril                 | Boston Celtics                                                   | 129–121                               | Atlanta Hawks                                              | |  |  |
| 7:00 p.m.                   | Parciales: 35–25, 30–28, 27–34, 37–34                            | Parciales: 35–25, 30–28, 27–34, 37–34 | Parciales: 35–25, 30–28, 27–34, 37–34                      | |  |  |
|                             | Estadísticas Brown, Tatum 31 c/u Robert Williams 15 Al Horford 5 | Reporte Pts Reb Asts                  | Estadísticas Trae Young 35 Dejounte Murray 9 Trae Young 15 | Pabellón: State Farm Arena, Atlanta, Georgia Asistencia: 19.144 espectadores Árbitros: Zach Zarba, Tyler Ford, Gediminas Petraitis |  |  |
| Boston lidera la serie, 3–1 |                                                                  |                                       |                                                            | |  |  |
|                             |                                                                  |                                       |                                                            | |  |  |

| 25 de abril                 | Atlanta Hawks                                           | 119–117                               | Boston Celtics                                             | |  |  |
| 7:30 p.m.                   | Parciales: 30–27, 28–39, 24–26, 37–25                   | Parciales: 30–27, 28–39, 24–26, 37–25 | Parciales: 30–27, 28–39, 24–26, 37–25                      | |  |  |
|                             | Estadísticas Trae Young 38 Clint Capela 7 Trae Young 13 | Reporte Pts Reb Asts                  | Estadísticas Jaylen Brown 35 Jayson Tatum 8 Jayson Tatum 8 | Pabellón: TD Garden, Boston, Massachusetts Asistencia: 19.156 espectadores Árbitros: Josh Tiven, Courtney Kirkland, Tre Maddox |  |  |
| Boston lidera la serie, 3–2 |                                                         |                                       |                                                            | |  |  |
|                             |                                                         |                                       |                                                            | |  |  |

| 27 de abril               | Boston Celtics                                              | 128–120                               | Atlanta Hawks                                                   | |  |  |
| 8:30 p.m.                 | Parciales: 35–34, 33–33, 30–33, 30–20                       | Parciales: 35–34, 33–33, 30–33, 30–20 | Parciales: 35–34, 33–33, 30–33, 30–20                           | |  |  |
|                           | Estadísticas Jaylen Brown 32 Jayson Tatum 14 Jayson Tatum 7 | Reporte Pts Reb Asts                  | Estadísticas Trae Young 30 Onyeka Okongwu 11 Dejounte Murray 11 | Pabellón: State Farm Arena, Atlanta, Georgia Asistencia: 19.176 espectadores Árbitros: Marc Davis, Curtis Blair, Jacyn Goble |  |  |
| Boston gana la serie, 4–2 |                                                             |                                       |                                                                 | |  |  |
|                           |                                                             |                                       |                                                                 | |  |  |

| 16 de noviembre de 2022 | Boston Celtics | 126–101 | Atlanta Hawks |                                              |  |
|                         |                |         |               |                                              |  |
|                         |                | Reporte |               | Pabellón: State Farm Arena, Atlanta, Georgia |  |

| 11 de marzo de 2023 | Boston Celtics | 134–125 | Atlanta Hawks |                                              |  |
|                     |                |         |               |                                              |  |
|                     |                | Reporte |               | Pabellón: State Farm Arena, Atlanta, Georgia |  |

| 9 de abril de 2023 | Atlanta Hawks | 114–120 | Boston Celtics |                                            |  |
|                    |               |         |                |                                            |  |
|                    |               | Reporte |                | Pabellón: TD Garden, Boston, Massachusetts |  |

Doce veces se han enfrentado estos equipos en playoffs, Boston lidera la serie con diez triunfos contra dos.
| 1957 | Boston Celtics | 4–3 | Atlanta Hawks |                                     |
|      |                |     |               |                                     |
|      |                |     |               | Pabellón: Finales de la NBA de 1957 |

| 1958 | Boston Celtics | 2–4 | Atlanta Hawks |                                     |
|      |                |     |               |                                     |
|      |                |     |               | Pabellón: Finales de la NBA de 1958 |

| 1960 | Boston Celtics | 4–3 | Atlanta Hawks |                                     |
|      |                |     |               |                                     |
|      |                |     |               | Pabellón: Finales de la NBA de 1960 |

| 1961 | Boston Celtics | 4–1 | Atlanta Hawks |                                     |
|      |                |     |               |                                     |
|      |                |     |               | Pabellón: Finales de la NBA de 1961 |

| 1972 | Boston Celtics | 4–2 | Atlanta Hawks |                                             |
|      |                |     |               |                                             |
|      |                |     |               | Pabellón: Semifinales Conferencia Este 1972 |

| 1973 | Boston Celtics | 4–2 | Atlanta Hawks |                                             |
|      |                |     |               |                                             |
|      |                |     |               | Pabellón: Semifinales Conferencia Este 1973 |

| 1983 | Boston Celtics | 2–1 | Atlanta Hawks |                                           |
|      |                |     |               |                                           |
|      |                |     |               | Pabellón: 1.ª ronda Conferencia Este 1983 |

| 1986 | Boston Celtics | 4–1 | Atlanta Hawks |                                             |
|      |                |     |               |                                             |
|      |                |     |               | Pabellón: Semifinales Conferencia Este 1986 |

| 1988 | Boston Celtics | 4–3 | Atlanta Hawks |                                             |
|      |                |     |               |                                             |
|      |                |     |               | Pabellón: Semifinales Conferencia Este 1988 |

| 2008 | Boston Celtics | 4–3 | Atlanta Hawks |                                           |
|      |                |     |               |                                           |
|      |                |     |               | Pabellón: 1.ª ronda Conferencia Este 2008 |

| 2012 | Boston Celtics | 4–2 | Atlanta Hawks |                                           |
|      |                |     |               |                                           |
|      |                |     |               | Pabellón: 1.ª ronda Conferencia Este 2012 |

| 2016 | Atlanta Hawks | 4–2 | Boston Celtics |                                           |
|      |               |     |                |                                           |
|      |               |     |                | Pabellón: 1.ª ronda Conferencia Este 2016 |

#### (3) Philadelphia 76ers vs. (6) Brooklyn Nets
| 15 de abril                       | Brooklyn Nets                                                        | 101–121                               | Philadelphia 76ers                                         | |  |  |
| 1:00 p.m.                         | Parciales: 25–30, 33–37, 23–26, 20–28                                | Parciales: 25–30, 33–37, 23–26, 20–28 | Parciales: 25–30, 33–37, 23–26, 20–28                      | |  |  |
|                                   | Estadísticas Mikal Bridges 30 Nicolas Claxton 10 Spencer Dinwiddie 7 | Reporte Pts Reb Asts                  | Estadísticas Joel Embiid 26 P. J. Tucker 7 James Harden 13 | Pabellón: Wells Fargo Center, Filadelfia, Pensilvania Asistencia: 20.913 espectadores Árbitros: James Williams, Mark Lindsay, JB DeRosa |  |  |
| Philadelphia lidera la serie, 1–0 |                                                                      |                                       |                                                            | |  |  |
|                                   |                                                                      |                                       |                                                            | |  |  |

| 17 de abril                       | Brooklyn Nets                                                         | 84–96                                 | Philadelphia 76ers                                               | |  |  |
| 7:30 p.m.                         | Parciales: 25–25, 24–19, 14–24, 21–28                                 | Parciales: 25–25, 24–19, 14–24, 21–28 | Parciales: 25–25, 24–19, 14–24, 21–28                            | |  |  |
|                                   | Estadísticas Cameron Johnson 28 Dorian Finney-Smith 7 Mikal Bridges 7 | Reporte Pts Reb Asts                  | Estadísticas Tyrese Maxey 33 Joel Embiid 19 Embiid, Harden 7 c/u | Pabellón: Wells Fargo Center, Filadelfia, Pensilvania Asistencia: 20.958 espectadores Árbitros: David Guthrie, Curtis Blair, Tre Maddox |  |  |
| Philadelphia lidera la serie, 2–0 |                                                                       |                                       |                                                                  | |  |  |
|                                   |                                                                       |                                       |                                                                  | |  |  |

| 20 de abril                       | Philadelphia 76ers                                               | 102–97                                | Brooklyn Nets                                                           | |  |  |
| 7:30 p.m.                         | Parciales: 32–28, 26–19, 18–35, 26–15                            | Parciales: 32–28, 26–19, 18–35, 26–15 | Parciales: 32–28, 26–19, 18–35, 26–15                                   | |  |  |
|                                   | Estadísticas Tyrese Maxey 25 Joel Embiid 10 Harden, Tucker 4 c/u | Reporte Pts Reb Asts                  | Estadísticas Mikal Bridges 26 Dorian Finney-Smith 9 Spencer Dinwiddie 7 | Pabellón: Barclays Center, Brooklyn, Nueva York Asistencia: 17.910 espectadores Árbitros: Tony Brothers, Ben Taylor, Nick Buchert |  |  |
| Philadelphia lidera la serie, 3–0 |                                                                  |                                       |                                                                         | |  |  |
|                                   |                                                                  |                                       |                                                                         | |  |  |

| 22 de abril                     | Philadelphia 76ers                                         | 96–88                                 | Brooklyn Nets                                                            | |  |  |
| 1:00 p.m.                       | Parciales: 22–29, 18–19, 26–15, 30–25                      | Parciales: 22–29, 18–19, 26–15, 30–25 | Parciales: 22–29, 18–19, 26–15, 30–25                                    | |  |  |
|                                 | Estadísticas Tobias Harris 25 Paul Reed 15 James Harden 11 | Reporte Pts Reb Asts                  | Estadísticas Spencer Dinwiddie 20 Nicolas Claxton 12 Spencer Dinwiddie 6 | Pabellón: Barclays Center, Brooklyn, Nueva York Asistencia: 18.037 espectadores Árbitros: John Goble, Sean Wright, Karl Lane |  |  |
| Philadelphia gana la serie, 4–0 |                                                            |                                       |                                                                          | |  |  |
|                                 |                                                            |                                       |                                                                          | |  |  |

| 22 de noviembre de 2022 | Brooklyn Nets | 106–115 | Philadelphia 76ers |                                                       |  |
|                         |               |         |                    |                                                       |  |
|                         |               | Reporte |                    | Pabellón: Wells Fargo Center, Filadelfia, Pensilvania |  |

| 25 de enero de 2023 | Brooklyn Nets | 133–137 | Philadelphia 76ers |                                                       |  |
|                     |               |         |                    |                                                       |  |
|                     |               | Reporte |                    | Pabellón: Wells Fargo Center, Filadelfia, Pensilvania |  |

| 11 de febrero de 2023 | Philadelphia 76ers | 101–98  | Brooklyn Nets |                                                 |  |
|                       |                    |         |               |                                                 |  |
|                       |                    | Reporte |               | Pabellón: Barclays Center, Brooklyn, Nueva York |  |

| 9 de abril de 2023 | Philadelphia 76ers | 134–105 | Brooklyn Nets |                                                 |  |
|                    |                    |         |               |                                                 |  |
|                    |                    | Reporte |               | Pabellón: Barclays Center, Brooklyn, Nueva York |  |

Esta es la cuarta vez que estos equipos se enfrentan en playoffs, Philadelphia lidera la serie con dos triunfos contra uno.
| 1979 | Philadelphia 76ers | 2–0 | Brooklyn Nets |                                           |
|      |                    |     |               |                                           |
|      |                    |     |               | Pabellón: 1.ª ronda Conferencia Este 1979 |

| 1984 | Philadelphia 76ers | 2–3 | Brooklyn Nets |                                           |
|      |                    |     |               |                                           |
|      |                    |     |               | Pabellón: 1.ª ronda Conferencia Este 1984 |

| 2019 | Philadelphia 76ers | 4–1 | Brooklyn Nets |                                           |
|      |                    |     |               |                                           |
|      |                    |     |               | Pabellón: 1.ª ronda Conferencia Este 2019 |

#### (4) Cleveland Cavaliers vs. (5) New York Knicks
| 15 de abril                   | New York Knicks                                                   | 101–97                                | Cleveland Cavaliers                                                  | |  |  |
| 6:00 p.m.                     | Parciales: 30–24, 20–21, 28–25, 23–27                             | Parciales: 30–24, 20–21, 28–25, 23–27 | Parciales: 30–24, 20–21, 28–25, 23–27                                | |  |  |
|                               | Estadísticas Jalen Brunson 27 Hart, Randle 10 c/u R. J. Barrett 6 | Reporte Pts Reb Asts                  | Estadísticas Donovan Mitchell 38 Jarrett Allen 14 Donovan Mitchell 8 | Pabellón: Rocket Mortgage FieldHouse, Cleveland, Ohio Asistencia: 19.432 espectadores Árbitros: Zach Zarba, Curtis Blair, Sean Corbin |  |  |
| New York lidera la serie, 1–0 |                                                                   |                                       |                                                                      | |  |  |
|                               |                                                                   |                                       |                                                                      | |  |  |

| 18 de abril         | New York Knicks                                               | 90–107                                | Cleveland Cavaliers                                               | |  |  |
| 7:30 p.m.           | Parciales: 22–25, 17–34, 21–23, 30–25                         | Parciales: 22–25, 17–34, 21–23, 30–25 | Parciales: 22–25, 17–34, 21–23, 30–25                             | |  |  |
|                     | Estadísticas Julius Randle 22 Julius Randle 8 Jalen Brunson 6 | Reporte Pts Reb Asts                  | Estadísticas Darius Garland 32 Evan Mobley 13 Donovan Mitchell 13 | Pabellón: Rocket Mortgage FieldHouse, Cleveland, Ohio Asistencia: 19.432 espectadores Árbitros: Tony Brothers, Ben Taylor, Brent Barnaky |  |  |
| Serie empatada, 1–1 |                                                               |                                       |                                                                   | |  |  |
|                     |                                                               |                                       |                                                                   | |  |  |

| 21 de abril                   | Cleveland Cavaliers                                                | 79–99                                 | New York Knicks                                                     | |  |  |
| 8:30 p.m.                     | Parciales: 17–17, 15–28, 23–27, 24–27                              | Parciales: 17–17, 15–28, 23–27, 24–27 | Parciales: 17–17, 15–28, 23–27, 24–27                               | |  |  |
|                               | Estadísticas Donovan Mitchell 22 Evan Mobley 10 Donovan Mitchell 5 | Reporte Pts Reb Asts                  | Estadísticas Jalen Brunson 21 Barrett, Randle 8 c/u Jalen Brunson 6 | Pabellón: Madison Square Garden, Nueva York, Nueva York Asistencia: 19.812 espectadores Árbitros: Josh Tiven, Courtney Kirkland, Justin Van Duyne |  |  |
| New York lidera la serie, 2–1 |                                                                    |                                       |                                                                     | |  |  |
|                               |                                                                    |                                       |                                                                     | |  |  |

| 23 de abril                   | Cleveland Cavaliers                                             | 93–102                                | New York Knicks                                                    | |  |  |
| 1:00 p.m.                     | Parciales: 23–30, 22–24, 26–19, 22–29                           | Parciales: 23–30, 22–24, 26–19, 22–29 | Parciales: 23–30, 22–24, 26–19, 22–29                              | |  |  |
|                               | Estadísticas Darius Garland 23 Caris LeVert 9 Darius Garland 10 | Reporte Pts Reb Asts                  | Estadísticas Jalen Brunson 29 Mitchell Robinson 11 Jalen Brunson 6 | Pabellón: Madison Square Garden, Nueva York, Nueva York Asistencia: 19.812 espectadores Árbitros: Scott Foster, Tre Maddox, Kevin Cutler |  |  |
| New York lidera la serie, 3–1 |                                                                 |                                       |                                                                    | |  |  |
|                               |                                                                 |                                       |                                                                    | |  |  |

| 26 de abril                 | New York Knicks                                                    | 106–95                                | Cleveland Cavaliers                                               | |  |  |
| 7:00 p.m.                   | Parciales: 33–26, 28–25, 26–24, 19–20                              | Parciales: 33–26, 28–25, 26–24, 19–20 | Parciales: 33–26, 28–25, 26–24, 19–20                             | |  |  |
|                             | Estadísticas Jalen Brunson 23 Mitchell Robinson 18 Julius Randle 6 | Reporte Pts Reb Asts                  | Estadísticas Donovan Mitchell 28 Evan Mobley 9 Donovan Mitchell 5 | Pabellón: Rocket Mortgage FieldHouse, Cleveland, Ohio Asistencia: 19.432 espectadores Árbitros: John Goble, Eric Dalen, Kevin Scott, Mitchell Ervin |  |  |
| New York gana la serie, 4–1 |                                                                    |                                       |                                                                   | |  |  |
|                             |                                                                    |                                       |                                                                   | |  |  |

| 30 de octubre de 2022 | New York Knicks | 108–121 | Cleveland Cavaliers |                                                       |  |
|                       |                 |         |                     |                                                       |  |
|                       |                 | Reporte |                     | Pabellón: Rocket Mortgage FieldHouse, Cleveland, Ohio |  |

| 4 de diciembre de 2022 | Cleveland Cavaliers | 81–92   | New York Knicks |                                                         |  |
|                        |                     |         |                 |                                                         |  |
|                        |                     | Reporte |                 | Pabellón: Madison Square Garden, Nueva York, Nueva York |  |

| 24 de enero de 2023 | Cleveland Cavaliers | 103–105 | New York Knicks |                                                         |  |
|                     |                     |         |                 |                                                         |  |
|                     |                     | Reporte |                 | Pabellón: Madison Square Garden, Nueva York, Nueva York |  |

| 31 de marzo de 2023 | New York Knicks | 130–116 | Cleveland Cavaliers |                                                       |  |
|                     |                 |         |                     |                                                       |  |
|                     |                 | Reporte |                     | Pabellón: Rocket Mortgage FieldHouse, Cleveland, Ohio |  |

Esta es la cuarta vez que estos equipos se enfrentan en playoffs, New York ganó todos los enfrentamientos previos.
| 1978 | Cleveland Cavaliers | 0–2 | New York Knicks |                                           |
|      |                     |     |                 |                                           |
|      |                     |     |                 | Pabellón: 1.ª ronda Conferencia Este 1978 |

| 1995 | New York Knicks | 3–1 | Cleveland Cavaliers |                                           |
|      |                 |     |                     |                                           |
|      |                 |     |                     | Pabellón: 1.ª ronda Conferencia Este 1995 |

| 1996 | Cleveland Cavaliers | 0–3 | New York Knicks |                                           |
|      |                     |     |                 |                                           |
|      |                     |     |                 | Pabellón: 1.ª ronda Conferencia Este 1996 |

### Semifinales de Conferencia

#### (2) Boston Celtics vs. (3) Philadelphia 76ers
| 1 de mayo                         | Philadelphia 76ers                                       | 119–115                               | Boston Celtics                                              | |  |  |
| 7:30 p.m.                         | Parciales: 31–38, 32–28, 24–21, 32–28                    | Parciales: 31–38, 32–28, 24–21, 32–28 | Parciales: 31–38, 32–28, 24–21, 32–28                       | |  |  |
|                                   | Estadísticas James Harden 45 Paul Reed 13 James Harden 6 | Reporte Pts Reb Asts                  | Estadísticas Jayson Tatum 39 Jayson Tatum 11 Marcus Smart 7 | Pabellón: TD Garden, Boston, Massachusetts Asistencia: 19.156 espectadores Árbitros: David Guthrie, Courtney Kirkland, Karl Lane |  |  |
| Philadelphia lidera la serie, 1–0 |                                                          |                                       |                                                             | |  |  |
|                                   |                                                          |                                       |                                                             | |  |  |

| 3 de mayo           | Philadelphia 76ers                                           | 87–121                                | Boston Celtics                                                                                       | |  |  |
| 8:00 p.m.           | Parciales: 22–28, 27–29, 16–35, 22–29                        | Parciales: 22–28, 27–29, 16–35, 22–29 | Parciales: 22–28, 27–29, 16–35, 22–29                                                                | |  |  |
|                     | Estadísticas Tobias Harris 16 James Harden 10 James Harden 4 | Reporte Pts Reb Asts                  | Estadísticas Jaylen Brown 25 Horford, Tatum, R. Williams 7 c/u Brown, G. Williams, R. Williams 4 c/u | Pabellón: TD Garden, Boston, Massachusetts Asistencia: 19.156 espectadores Árbitros: Zach Zarba, Kevin Scott, Rodney Mott |  |  |
| Serie empatada, 1–1 |                                                              |                                       | | |  |  |
|                     |                                                              |                                       | | |  |  |

| 5 de mayo                   | Boston Celtics                                                 | 114–102                               | Philadelphia 76ers                                         | |  |  |
| 7:30 p.m.                   | Parciales: 28–29, 29–21, 31–27, 26–25                          | Parciales: 28–29, 29–21, 31–27, 26–25 | Parciales: 28–29, 29–21, 31–27, 26–25                      | |  |  |
|                             | Estadísticas Jayson Tatum 27 Jayson Tatum 10 Malcolm Brogdon 6 | Reporte Pts Reb Asts                  | Estadísticas Joel Embiid 30 Joel Embiid 13 James Harden 11 | Pabellón: Wells Fargo Center, Filadelfia, Pensilvania Asistencia: 21.290 espectadores Árbitros: Scott Foster, Ben Taylor, Mark Lindsay |  |  |
| Boston lidera la serie, 2–1 |                                                                |                                       |                                                            | |  |  |
|                             |                                                                |                                       |                                                            | |  |  |

| 7 de mayo           | Boston Celtics                                              | 115–116                                           | Philadelphia 76ers                                         | |  |  |
| 3:30 p.m.           | Parciales: 19–27, 31–32, 33–33, 24–15 (T.E.: 8–9)           | Parciales: 19–27, 31–32, 33–33, 24–15 (T.E.: 8–9) | Parciales: 19–27, 31–32, 33–33, 24–15 (T.E.: 8–9)          | |  |  |
|                     | Estadísticas Jayson Tatum 24 Jayson Tatum 18 Marcus Smart 7 | Reporte Pts Reb Asts                              | Estadísticas James Harden 42 Joel Embiid 13 James Harden 9 | Pabellón: Wells Fargo Center, Filadelfia, Pensilvania Asistencia: 21.264 espectadores Árbitros: John Goble, James Williams, Gediminas Petraitis |  |  |
| Serie empatada, 2–2 |                                                             |                                                   |                                                            | |  |  |
|                     |                                                             |                                                   |                                                            | |  |  |

| 9 de mayo                         | Philadelphia 76ers                                           | 115–103                               | Boston Celtics                                              | |  |  |
| 7:30 p.m.                         | Parciales: 33–26, 25–23, 30–23, 27–31                        | Parciales: 33–26, 25–23, 30–23, 27–31 | Parciales: 33–26, 25–23, 30–23, 27–31                       | |  |  |
|                                   | Estadísticas Joel Embiid 33 Tobias Harris 11 James Harden 10 | Reporte Pts Reb Asts                  | Estadísticas Jayson Tatum 36 Jayson Tatum 10 Jayson Tatum 5 | Pabellón: TD Garden, Boston, Massachusetts Asistencia: 19.156 espectadores Árbitros: Marc Davis, Josh Tiven, Tyler Ford |  |  |
| Philadelphia lidera la serie, 3–2 |                                                              |                                       |                                                             | |  |  |
|                                   |                                                              |                                       |                                                             | |  |  |

| 11 de mayo          | Boston Celtics                                            | 95–86                                 | Philadelphia 76ers                                              | |  |  |
| 7:30 p.m.           | Parciales: 29–22, 21–21, 21–30, 24–13                     | Parciales: 29–22, 21–21, 21–30, 24–13 | Parciales: 29–22, 21–21, 21–30, 24–13                           | |  |  |
|                     | Estadísticas Marcus Smart 22 Al Horford 11 Marcus Smart 7 | Reporte Pts Reb Asts                  | Estadísticas Embiid, Maxey 26 c/u Joel Embiid 10 James Harden 9 | Pabellón: Wells Fargo Center, Filadelfia, Pensilvania Asistencia: 21.337 espectadores Árbitros: David Guthrie, Ed Malloy, Curtis Blair |  |  |
| Serie empatada, 3–3 |                                                           |                                       |                                                                 | |  |  |
|                     |                                                           |                                       |                                                                 | |  |  |

| 14 de mayo                | Philadelphia 76ers                                         | 88–112                                | Boston Celtics                                              | |  |  |
| Por definir               | Parciales: 29–23, 23–32, 10–33, 26–24                      | Parciales: 29–23, 23–32, 10–33, 26–24 | Parciales: 29–23, 23–32, 10–33, 26–24                       | |  |  |
|                           | Estadísticas Tobias Harris 19 Joel Embiid 8 James Harden 7 | Reporte Pts Reb Asts                  | Estadísticas Jayson Tatum 51 Jayson Tatum 13 Jayson Tatum 5 | Pabellón: TD Garden, Boston, Massachusetts Asistencia: 19.156 espectadores Árbitros: Scott Foster, Eric Lewis, Bill Kennedy |  |  |
| Boston gana la serie, 4–3 |                                                            |                                       |                                                             | |  |  |
|                           |                                                            |                                       |                                                             | |  |  |

| 18 de octubre de 2022 | Philadelphia 76ers | 117–126 | Boston Celtics |                                            |  |
|                       |                    |         |                |                                            |  |
|                       |                    | Reporte |                | Pabellón: TD Garden, Boston, Massachusetts |  |

| 8 de febrero de 2023 | Philadelphia 76ers | 99–106  | Boston Celtics |                                            |  |
|                      |                    |         |                |                                            |  |
|                      |                    | Reporte |                | Pabellón: TD Garden, Boston, Massachusetts |  |

| 25 de febrero de 2023 | Boston Celtics | 110–107 | Philadelphia 76ers |                                                       |  |
|                       |                |         |                    |                                                       |  |
|                       |                | Reporte |                    | Pabellón: Wells Fargo Center, Filadelfia, Pensilvania |  |

| 4 de abril de 2023 | Boston Celtics | 101–103 | Philadelphia 76ers |                                                       |  |
|                    |                |         |                    |                                                       |  |
|                    |                | Reporte |                    | Pabellón: Wells Fargo Center, Filadelfia, Pensilvania |  |

22 veces se han enfrentado estos equipos en playoffs, Boston lidera la serie con catorce triunfos contra ocho.
| 1953 | Philadelphia 76ers | 0–2 | Boston Celtics |                                          |
|      |                    |     |                |                                          |
|      |                    |     |                | Pabellón: Semifinales División Este 1953 |

| 1954 | Boston Celtics | 0–2 | Philadelphia 76ers |                                          |
|      |                |     |                    |                                          |
|      |                |     |                    | Pabellón: Liguilla Conferencia Este 1954 |

| 1954 | Philadelphia 76ers | 2–0 | Boston Celtics |                                      |
|      |                    |     |                |                                      |
|      |                    |     |                | Pabellón: Finales División Este 1954 |

| 1955 | Philadelphia 76ers | 3–1 | Boston Celtics |                                      |
|      |                    |     |                |                                      |
|      |                    |     |                | Pabellón: Finales División Este 1955 |

| 1956 | Boston Celtics | 1–2 | Philadelphia 76ers |                                          |
|      |                |     |                    |                                          |
|      |                |     |                    | Pabellón: Semifinales División Este 1956 |

| 1957 | Boston Celtics | 3–0 | Philadelphia 76ers |                                      |
|      |                |     |                    |                                      |
|      |                |     |                    | Pabellón: Finales División Este 1957 |

| 1959 | Boston Celtics | 4–3 | Philadelphia 76ers |                                      |
|      |                |     |                    |                                      |
|      |                |     |                    | Pabellón: Finales División Este 1959 |

| 1961 | Boston Celtics | 4–1 | Philadelphia 76ers |                                      |
|      |                |     |                    |                                      |
|      |                |     |                    | Pabellón: Finales División Este 1961 |

| 1965 | Boston Celtics | 4–3 | Philadelphia 76ers |                                      |
|      |                |     |                    |                                      |
|      |                |     |                    | Pabellón: Finales División Este 1965 |

| 1966 | Philadelphia 76ers | 1–4 | Boston Celtics |                                      |
|      |                    |     |                |                                      |
|      |                    |     |                | Pabellón: Finales División Este 1966 |

| 1967 | Philadelphia 76ers | 4–1 | Boston Celtics |                                      |
|      |                    |     |                |                                      |
|      |                    |     |                | Pabellón: Finales División Este 1967 |

| 1968 | Philadelphia 76ers | 3–4 | Boston Celtics |                                      |
|      |                    |     |                |                                      |
|      |                    |     |                | Pabellón: Finales División Este 1968 |

| 1969 | Philadelphia 76ers | 1–4 | Boston Celtics |                                          |
|      |                    |     |                |                                          |
|      |                    |     |                | Pabellón: Semifinales División Este 1969 |

| 1977 | Philadelphia 76ers | 4–3 | Boston Celtics |                                             |
|      |                    |     |                |                                             |
|      |                    |     |                | Pabellón: Semifinales Conferencia Este 1977 |

| 1980 | Boston Celtics | 1–4 | Philadelphia 76ers |                                         |
|      |                |     |                    |                                         |
|      |                |     |                    | Pabellón: Finales Conferencia Este 1980 |

| 1981 | Boston Celtics | 4–3 | Philadelphia 76ers |                                         |
|      |                |     |                    |                                         |
|      |                |     |                    | Pabellón: Finales Conferencia Este 1981 |

| 1982 | Boston Celtics | 3–4 | Philadelphia 76ers |                                         |
|      |                |     |                    |                                         |
|      |                |     |                    | Pabellón: Finales Conferencia Este 1982 |

| 1985 | Boston Celtics | 4–1 | Philadelphia 76ers |                                         |
|      |                |     |                    |                                         |
|      |                |     |                    | Pabellón: Finales Conferencia Este 1985 |

| 2002 | Boston Celtics | 3–2 | Philadelphia 76ers |                                           |
|      |                |     |                    |                                           |
|      |                |     |                    | Pabellón: 1.ª ronda Conferencia Este 2002 |

| 2012 | Boston Celtics | 4–3 | Philadelphia 76ers |                                             |
|      |                |     |                    |                                             |
|      |                |     |                    | Pabellón: Semifinales Conferencia Este 2012 |

| 2018 | Boston Celtics | 4–1 | Philadelphia 76ers |                                             |
|      |                |     |                    |                                             |
|      |                |     |                    | Pabellón: Semifinales Conferencia Este 2018 |

| 2020 | Boston Celtics | 4–0 | Philadelphia 76ers |                                           |
|      |                |     |                    |                                           |
|      |                |     |                    | Pabellón: 1.ª ronda Conferencia Este 2020 |

#### (5) New York Knicks vs. (8) Miami Heat
| 30 de abril                | Miami Heat                                                | 108–101                               | New York Knicks                                                    | |  |  |
| 1:00 p.m.                  | Parciales: 21–32, 29–23, 31–20, 27–26                     | Parciales: 21–32, 29–23, 31–20, 27–26 | Parciales: 21–32, 29–23, 31–20, 27–26                              | |  |  |
|                            | Estadísticas Jimmy Butler 25 Jimmy Butler 11 Kyle Lowry 6 | Reporte Pts Reb Asts                  | Estadísticas R. J. Barrett 26 Mitchell Robinson 14 R. J. Barrett 7 | Pabellón: Madison Square Garden, Nueva York, Nueva York Asistencia: 19.812 espectadores Árbitros: Tony Brothers, Bill Kennedy, Tyler Ford |  |  |
| Miami lidera la serie, 1–0 |                                                           |                                       |                                                                    | |  |  |
|                            |                                                           |                                       |                                                                    | |  |  |

| 2 de mayo           | Miami Heat                                                              | 105–111                               | New York Knicks                                            | |  |  |
| 7:30 p.m.           | Parciales: 29–31, 25–20, 23–25, 28–35                                   | Parciales: 29–31, 25–20, 23–25, 28–35 | Parciales: 29–31, 25–20, 23–25, 28–35                      | |  |  |
|                     | Estadísticas Caleb Martin 22 Adebayo, Martin 8 c/u Adebayo, Lowry 6 c/u | Reporte Pts Reb Asts                  | Estadísticas Jalen Brunson 30 Julius Randle 12 Josh Hart 9 | Pabellón: Madison Square Garden, Nueva York, Nueva York Asistencia: 19.812 espectadores Árbitros: Scott Foster, Curtis Blair, Mark Lindsay |  |  |
| Serie empatada, 1–1 |                                                                         |                                       |                                                            | |  |  |
|                     |                                                                         |                                       |                                                            | |  |  |

| 6 de mayo                  | New York Knicks                                                | 86–105                                | Miami Heat                                                             | |  |  |
| 3:30 p.m.                  | Parciales: 21–29, 23–29, 26–29, 16–18                          | Parciales: 21–29, 23–29, 26–29, 16–18 | Parciales: 21–29, 23–29, 26–29, 16–18                                  | |  |  |
|                            | Estadísticas Jalen Brunson 20 Julius Randle 14 Jalen Brunson 7 | Reporte Pts Reb Asts                  | Estadísticas Jimmy Butler 28 Bam Adebayo 12 Love, Lowry, Vincent 4 c/u | Pabellón: Kaseya Center, Miami, Florida Asistencia: 19.927 espectadores Árbitros: Marc Davis, Josh Tiven, Brian Forte |  |  |
| Miami lidera la serie, 2–1 |                                                                |                                       |                                                                        | |  |  |
|                            |                                                                |                                       |                                                                        | |  |  |

| 8 de mayo                  | New York Knicks                                                | 101–109                               | Miami Heat                                                  | |  |  |
| 7:30 p.m.                  | Parciales: 30–31, 18–25, 33–34, 20–19                          | Parciales: 30–31, 18–25, 33–34, 20–19 | Parciales: 30–31, 18–25, 33–34, 20–19                       | |  |  |
|                            | Estadísticas Jalen Brunson 32 Julius Randle 9 Jalen Brunson 11 | Reporte Pts Reb Asts                  | Estadísticas Jimmy Butler 27 Bam Adebayo 13 Jimmy Butler 10 | Pabellón: Kaseya Center, Miami, Florida Asistencia: 19.769 espectadores Árbitros: Zach Zarba, Courtney Kirkland, Ben Taylor |  |  |
| Miami lidera la serie, 3–1 |                                                                |                                       |                                                             | |  |  |
|                            |                                                                |                                       |                                                             | |  |  |

| 10 de mayo                 | Miami Heat                                                | 103–112                               | New York Knicks                                                    | |  |  |
| 7:30 p.m.                  | Parciales: 24–14, 23–36, 27–34, 29–28                     | Parciales: 24–14, 23–36, 27–34, 29–28 | Parciales: 24–14, 23–36, 27–34, 29–28                              | |  |  |
|                            | Estadísticas Jimmy Butler 19 Bam Adebayo 8 Jimmy Butler 9 | Reporte Pts Reb Asts                  | Estadísticas Jalen Brunson 38 Mitchell Robinson 11 Jalen Brunson 7 | Pabellón: Madison Square Garden, Nueva York, Nueva York Asistencia: 19.812 espectadores Árbitros: John Goble, Eric Lewis, Karl Lane |  |  |
| Miami lidera la serie, 3–2 |                                                           |                                       |                                                                    | |  |  |
|                            |                                                           |                                       |                                                                    | |  |  |

| 12 de mayo               | New York Knicks                                                                     | 92–96                                 | Miami Heat                                              | |  |  |
| 7:30 p.m.                | Parciales: 31–24, 19–27, 21–23, 21–22                                               | Parciales: 31–24, 19–27, 21–23, 21–22 | Parciales: 31–24, 19–27, 21–23, 21–22                   | |  |  |
|                          | Estadísticas Jalen Brunson 41 Randle, Robinson 11 c/u Brunson, Grimes, Randle 3 c/u | Reporte Pts Reb Asts                  | Estadísticas Jimmy Butler 24 Bam Adebayo 9 Kyle Lowry 9 | Pabellón: Kaseya Center, Miami, Florida Asistencia: 19.737 espectadores Árbitros: Scott Foster, Kevin Scott, Tre Maddox |  |  |
| Miami gana la serie, 4–2 |                                                                                     |                                       |                                                         | |  |  |
|                          |                                                                                     |                                       |                                                         | |  |  |

| 2 de febrero de 2023 | Miami Heat | 104–106 | New York Knicks |                                                         |  |
|                      |            |         |                 |                                                         |  |
|                      |            | Reporte |                 | Pabellón: Madison Square Garden, Nueva York, Nueva York |  |

| 3 de marzo de 2023 | New York Knicks | 122–120 | Miami Heat |                                            |  |
|                    |                 |         |            |                                            |  |
|                    |                 | Reporte |            | Pabellón: Miami-Dade Arena, Miami, Florida |  |

| 22 de marzo de 2023 | New York Knicks | 120–127 | Miami Heat |                                            |  |
|                     |                 |         |            |                                            |  |
|                     |                 | Reporte |            | Pabellón: Miami-Dade Arena, Miami, Florida |  |

| 29 de marzo de 2023 | Miami Heat | 92–101  | New York Knicks |                                                         |  |
|                     |            |         |                 |                                                         |  |
|                     |            | Reporte |                 | Pabellón: Madison Square Garden, Nueva York, Nueva York |  |

Esta es la sexta vez que estos equipos se enfrentan en playoffs, New York lidera la serie con tres triunfos contra dos.
| 1997 | Miami Heat | 4–3 | New York Knicks |                                             |
|      |            |     |                 |                                             |
|      |            |     |                 | Pabellón: Semifinales Conferencia Este 1997 |

| 1998 | Miami Heat | 2–3 | New York Knicks |                                           |
|      |            |     |                 |                                           |
|      |            |     |                 | Pabellón: 1.ª ronda Conferencia Este 1998 |

| 1999 | Miami Heat | 2–3 | New York Knicks |                                           |
|      |            |     |                 |                                           |
|      |            |     |                 | Pabellón: 1.ª ronda Conferencia Este 1999 |

| 2000 | Miami Heat | 3–4 | New York Knicks |                                             |
|      |            |     |                 |                                             |
|      |            |     |                 | Pabellón: Semifinales Conferencia Este 2000 |

| 2012 | Miami Heat | 4–1 | New York Knicks |                                           |
|      |            |     |                 |                                           |
|      |            |     |                 | Pabellón: 1.ª ronda Conferencia Este 2012 |

### Finales de Conferencia

#### (2) Boston Celtics vs. (8) Miami Heat
| 17 de mayo                 | Miami Heat                                                | 123–116                               | Boston Celtics                                              | |  |  |
| 8:30 p.m.                  | Parciales: 28–30, 29–36, 46–25, 20–25                     | Parciales: 28–30, 29–36, 46–25, 20–25 | Parciales: 28–30, 29–36, 46–25, 20–25                       | |  |  |
|                            | Estadísticas Jimmy Butler 35 Bam Adebayo 8 Jimmy Butler 7 | Reporte Pts Reb Asts                  | Estadísticas Jayson Tatum 30 Jaylen Brown 9 Marcus Smart 11 | Pabellón: TD Garden, Boston, Massachusetts Asistencia: 19.156 espectadores Árbitros: Marc Davis, Ed Malloy, Rodney Mott |  |  |
| Miami lidera la serie, 1–0 |                                                           |                                       |                                                             | |  |  |
|                            |                                                           |                                       |                                                             | |  |  |

| 19 de mayo                 | Miami Heat                                                | 111–105                               | Boston Celtics                                              | |  |  |
| 8:30 p.m.                  | Parciales: 24–25, 30–25, 21–33, 36–22                     | Parciales: 24–25, 30–25, 21–33, 36–22 | Parciales: 24–25, 30–25, 21–33, 36–22                       | |  |  |
|                            | Estadísticas Jimmy Butler 27 Bam Adebayo 17 Bam Adebayo 9 | Reporte Pts Reb Asts                  | Estadísticas Jayson Tatum 34 Jayson Tatum 13 Jayson Tatum 8 | Pabellón: TD Garden, Boston, Massachusetts Asistencia: 19.156 espectadores Árbitros: Zach Zarba, James Williams, Tyler Ford |  |  |
| Miami lidera la serie, 2–0 |                                                           |                                       |                                                             | |  |  |
|                            |                                                           |                                       |                                                             | |  |  |

| 21 de mayo                 | Boston Celtics                                              | 102–128                               | Miami Heat                                                 | |  |  |
| 8:30 p.m.                  | Parciales: 22–30, 24–31, 17–32, 39–35                       | Parciales: 22–30, 24–31, 17–32, 39–35 | Parciales: 22–30, 24–31, 17–32, 39–35                      | |  |  |
|                            | Estadísticas Jayson Tatum 14 Jayson Tatum 10 Marcus Smart 8 | Reporte Pts Reb Asts                  | Estadísticas Gabe Vincent 29 Jimmy Butler 8 Jimmy Butler 6 | Pabellón: Kaseya Center, Miami, Florida Asistencia: 20.088 espectadores Árbitros: Tony Brothers, Kevin Scott, Curtis Blair |  |  |
| Miami lidera la serie, 3–0 |                                                             |                                       |                                                            | |  |  |
|                            |                                                             |                                       |                                                            | |  |  |

| 23 de mayo                 | Boston Celtics                                              | 116–99                                | Miami Heat                                               | |  |  |
| 8:30 p.m.                  | Parciales: 23–29, 27–27, 38–23, 28–20                       | Parciales: 23–29, 27–27, 38–23, 28–20 | Parciales: 23–29, 27–27, 38–23, 28–20                    | |  |  |
|                            | Estadísticas Jayson Tatum 33 Jayson Tatum 11 Jayson Tatum 7 | Reporte Pts Reb Asts                  | Estadísticas Jimmy Butler 29 Jimmy Butler 9 Kyle Lowry 6 | Pabellón: Kaseya Center, Miami, Florida Asistencia: 20.147 espectadores Árbitros: Scott Foster, John Goble, Courtney Kirkland |  |  |
| Miami lidera la serie, 3–1 |                                                             |                                       |                                                          | |  |  |
|                            |                                                             |                                       |                                                          | |  |  |

| 25 de mayo                 | Miami Heat                                                      | 97–110                                | Boston Celtics                                              | |  |  |
| 8:30 p.m.                  | Parciales: 20–35, 24–26, 28–29, 25–20                           | Parciales: 20–35, 24–26, 28–29, 25–20 | Parciales: 20–35, 24–26, 28–29, 25–20                       | |  |  |
|                            | Estadísticas Duncan Robinson 18 Bam Adebayo 8 Duncan Robinson 9 | Reporte Pts Reb Asts                  | Estadísticas Derrick White 24 Al Horford 11 Jayson Tatum 11 | Pabellón: TD Garden, Boston, Massachusetts Asistencia: 19.156 espectadores Árbitros: Marc Davis, David Guthrie, Bill Kennedy |  |  |
| Miami lidera la serie, 3–2 |                                                                 |                                       |                                                             | |  |  |
|                            |                                                                 |                                       |                                                             | |  |  |

| 27 de mayo          | Boston Celtics                                               | 104–103                               | Miami Heat                                                  | |  |  |
| 8:30 p.m.           | Parciales: 34–29, 23–24, 22–19, 25–31                        | Parciales: 34–29, 23–24, 22–19, 25–31 | Parciales: 34–29, 23–24, 22–19, 25–31                       | |  |  |
|                     | Estadísticas Jayson Tatum 31 Jayson Tatum 11 Derrick White 6 | Reporte Pts Reb Asts                  | Estadísticas Jimmy Butler 24 Caleb Martin 15 Jimmy Butler 8 | Pabellón: Kaseya Center, Miami, Florida Asistencia: 20.201 espectadores Árbitros: Zach Zarba, Josh Tiven, James Williams |  |  |
| Serie empatada, 3–3 |                                                              |                                       |                                                             | |  |  |
|                     |                                                              |                                       |                                                             | |  |  |

| 29 de mayo               | Miami Heat                                                        | 103–84                                | Boston Celtics                                              | |  |  |
| 8:30 p.m.                | Parciales: 22–15, 30–26, 24–25, 27–18                             | Parciales: 22–15, 30–26, 24–25, 27–18 | Parciales: 22–15, 30–26, 24–25, 27–18                       | |  |  |
|                          | Estadísticas Jimmy Butler 28 Adebayo, Martin 10 c/u Bam Adebayo 7 | Reporte Pts Reb Asts                  | Estadísticas Jaylen Brown 19 Jayson Tatum 11 Jaylen Brown 5 | Pabellón: TD Garden, Boston, Massachusetts Asistencia: 19.156 espectadores Árbitros: Scott Foster, Tony Brothers, John Goble |  |  |
| Miami gana la serie, 4–3 |                                                                   |                                       |                                                             | |  |  |
|                          |                                                                   |                                       |                                                             | |  |  |

| 21 de octubre de 2022 | Boston Celtics | 111–104 | Miami Heat |                                     |  |
|                       |                |         |            |                                     |  |
|                       |                | Reporte |            | Pabellón: FTX Arena, Miami, Florida |  |

| 30 de noviembre de 2022 | Miami Heat | 121–134 | Boston Celtics |                                            |  |
|                         |            |         |                |                                            |  |
|                         |            | Reporte |                | Pabellón: TD Garden, Boston, Massachusetts |  |

| 2 de diciembre de 2022 | Miami Heat | 120–116 | Boston Celtics (OT) |                                            |  |
|                        |            |         |                     |                                            |  |
|                        |            | Reporte |                     | Pabellón: TD Garden, Boston, Massachusetts |  |

| 24 de enero de 2023 | Boston Celtics | 95–98   | Miami Heat |                                            |  |
|                     |                |         |            |                                            |  |
|                     |                | Reporte |            | Pabellón: Miami-Dade Arena, Miami, Florida |  |

Esta la sexta vez que estos equipos se enfrentan en playoffs, Miami lidera la serie con tres triunfos contra dos.
| 2010 | Boston Celtics | 4–1 | Miami Heat |                                           |
|      |                |     |            |                                           |
|      |                |     |            | Pabellón: 1.ª ronda Conferencia Este 2010 |

| 2011 | Miami Heat | 4–1 | Boston Celtics |                                             |
|      |            |     |                |                                             |
|      |            |     |                | Pabellón: Semifinales Conferencia Este 2011 |

| 2012 | Miami Heat | 4–3 | Boston Celtics |                                         |
|      |            |     |                |                                         |
|      |            |     |                | Pabellón: Finales Conferencia Este 2012 |

| 2020 | Boston Celtics | 2–4 | Miami Heat |                                         |
|      |                |     |            |                                         |
|      |                |     |            | Pabellón: Finales Conferencia Este 2020 |

| 2022 | Miami Heat | 3–4 | Boston Celtics |                                         |
|      |            |     |                |                                         |
|      |            |     |                | Pabellón: Finales Conferencia Este 2022 |

## Conferencia Oeste

### Primera ronda

#### (1) Denver Nuggets vs. (8) Minnesota Timberwolves
| 16 de abril                 | Minnesota Timberwolves                                           | 80–109                                | Denver Nuggets                                              | |  |  |
| 10:30 p.m.                  | Parciales: 23–26, 21–29, 14–32, 22–22                            | Parciales: 23–26, 21–29, 14–32, 22–22 | Parciales: 23–26, 21–29, 14–32, 22–22                       | |  |  |
|                             | Estadísticas Anthony Edwards 18 Rudy Gobert 13 Anthony Edwards 5 | Reporte Pts Reb Asts                  | Estadísticas Jamal Murray 24 Nikola Jokić 14 Jamal Murray 8 | Pabellón: Ball Arena, Denver, Colorado Asistencia: 19.628 espectadores Árbitros: Josh Tiven, Pat Fraher, Rodney Mott |  |  |
| Denver lidera la serie, 1–0 |                                                                  |                                       |                                                             | |  |  |
|                             |                                                                  |                                       |                                                             | |  |  |

| 19 de abril                 | Minnesota Timberwolves                                              | 113–122                               | Denver Nuggets                                              | |  |  |
| 10:00 p.m.                  | Parciales: 22–31, 27–33, 40–23, 24–35                               | Parciales: 22–31, 27–33, 40–23, 24–35 | Parciales: 22–31, 27–33, 40–23, 24–35                       | |  |  |
|                             | Estadísticas Anthony Edwards 41 Karl-Anthony Towns 12 Mike Conley 7 | Reporte Pts Reb Asts                  | Estadísticas Jamal Murray 40 Aaron Gordon 10 Nikola Jokić 9 | Pabellón: Ball Arena, Denver, Colorado Asistencia: 19.683 espectadores Árbitros: Marc Davis, Ed Malloy, Tyler Ford |  |  |
| Denver lidera la serie, 2–0 |                                                                     |                                       |                                                             | |  |  |
|                             |                                                                     |                                       |                                                             | |  |  |

| 21 de abril                 | Denver Nuggets                                                     | 120–111                               | Minnesota Timberwolves                                         | |  |  |
| 9:30 p.m.                   | Parciales: 28–28, 33–27, 33–33, 26–23                              | Parciales: 28–28, 33–27, 33–33, 26–23 | Parciales: 28–28, 33–27, 33–33, 26–23                          | |  |  |
|                             | Estadísticas Michael Porter Jr. 25 Nikola Jokić 11 Nikola Jokić 12 | Reporte Pts Reb Asts                  | Estadísticas Anthony Edwards 36 Rudy Gobert 10 Kyle Anderson 6 | Pabellón: Target Center, Mineápolis, Minnesota Asistencia: 19.536 espectadores Árbitros: Zach Zarba, James Williams, Eric Dalen |  |  |
| Denver lidera la serie, 3–0 |                                                                    |                                       |                                                                | |  |  |
|                             |                                                                    |                                       |                                                                | |  |  |

| 23 de abril                 | Denver Nuggets                                              | 108–114                                             | Minnesota Timberwolves                                       | |  |  |
| 9:30 p.m.                   | Parciales: 22–23, 30–25, 22–32, 22–16 (T.E.: 12–18)         | Parciales: 22–23, 30–25, 22–32, 22–16 (T.E.: 12–18) | Parciales: 22–23, 30–25, 22–32, 22–16 (T.E.: 12–18)          | |  |  |
|                             | Estadísticas Nikola Jokić 43 Nikola Jokić 11 Nikola Jokić 6 | Reporte Pts Reb Asts                                | Estadísticas Anthony Edwards 34 Rudy Gobert 15 Mike Conley 8 | Pabellón: Target Center, Mineápolis, Minnesota Asistencia: 18.978 espectadores Árbitros: David Guthrie, Bill Kennedy, Ray Acosta |  |  |
| Denver lidera la serie, 3–1 |                                                             |                                                     |                                                              | |  |  |
|                             |                                                             |                                                     |                                                              | |  |  |

| 25 de abril               | Minnesota Timberwolves                                       | 109–112                               | Denver Nuggets                                               | |  |  |
| 9:00 p.m.                 | Parciales: 29–22, 18–26, 30–29, 32–35                        | Parciales: 29–22, 18–26, 30–29, 32–35 | Parciales: 29–22, 18–26, 30–29, 32–35                        | |  |  |
|                           | Estadísticas Anthony Edwards 29 Rudy Gobert 15 Mike Conley 9 | Reporte Pts Reb Asts                  | Estadísticas Jamal Murray 35 Nikola Jokić 17 Nikola Jokić 12 | Pabellón: Ball Arena, Denver, Colorado Asistencia: 19.691 espectadores Árbitros: Scott Foster, Curtis Blair, Brian Forte |  |  |
| Denver gana la serie, 4–1 |                                                              |                                       |                                                              | |  |  |
|                           |                                                              |                                       |                                                              | |  |  |

| 2 de enero de 2023 | Denver Nuggets | 111–124 | Minnesota Timberwolves |                                                |  |
|                    |                |         |                        |                                                |  |
|                    |                | Reporte |                        | Pabellón: Target Center, Mineápolis, Minnesota |  |

| 18 de enero de 2023 | Minnesota Timberwolves | 118–122 | Denver Nuggets |                                        |  |
|                     |                        |         |                |                                        |  |
|                     |                        | Reporte |                | Pabellón: Ball Arena, Denver, Colorado |  |

| 5 de febrero de 2023 | Denver Nuggets | 98–128  | Minnesota Timberwolves |                                                |  |
|                      |                |         |                        |                                                |  |
|                      |                | Reporte |                        | Pabellón: Target Center, Mineápolis, Minnesota |  |

| 7 de febrero de 2023 | Minnesota Timberwolves | 112–146 | Denver Nuggets |                                        |  |
|                      |                        |         |                |                                        |  |
|                      |                        | Reporte |                | Pabellón: Ball Arena, Denver, Colorado |  |

Esta es la segunda vez que estos equipos se enfrentan en playoffs, Minnesota ganó el primer encuentro.
| \| 2004 \| Minnesota Timberwolves \| 4–1 \| Denver Nuggets \| \| \| \| \| \| \| \| \| \| \| \| \| Pabellón: 1.ª ronda Conferencia Oeste 2004 \| |                        |     |                |                                            |
| 2004 | Minnesota Timberwolves | 4–1 | Denver Nuggets |                                            |
| |                        |     |                |                                            |
| |                        |     |                | Pabellón: 1.ª ronda Conferencia Oeste 2004 |

#### (2) Memphis Grizzlies vs. (7) Los Angeles Lakers
| 16 de abril                    | Los Angeles Lakers                                                | 128–112                               | Memphis Grizzlies                                                     | |  |  |
| 3:00 p.m.                      | Parciales: 32–27, 27–38, 37–25, 32–22                             | Parciales: 32–27, 27–38, 37–25, 32–22 | Parciales: 32–27, 27–38, 37–25, 32–22                                 | |  |  |
|                                | Estadísticas Rui Hachimura 29 Anthony Davis 12 D'Angelo Russell 7 | Reporte Pts Reb Asts                  | Estadísticas Jaren Jackson Jr. 31 Aldama, Morant 6 c/u Desmond Bane 6 | Pabellón: FedExForum, Memphis, Tennessee Asistencia: 18.487 espectadores Árbitros: Scott Foster, Eric Lewis, Aaron Smith |  |  |
| LA Lakers lidera la serie, 1–0 |                                                                   |                                       |                                                                       | |  |  |
|                                |                                                                   |                                       |                                                                       | |  |  |

| 19 de abril         | Los Angeles Lakers                                                 | 93–103                                | Memphis Grizzlies                                             | |  |  |
| 7:30 p.m.           | Parciales: 19–30, 25–29, 27–24, 22–20                              | Parciales: 19–30, 25–29, 27–24, 22–20 | Parciales: 19–30, 25–29, 27–24, 22–20                         | |  |  |
|                     | Estadísticas LeBron James 28 LeBron James 12 Reaves, Russell 4 c/u | Reporte Pts Reb Asts                  | Estadísticas Xavier Tillman 22 Xavier Tillman 13 Tyus Jones 8 | Pabellón: FedExForum, Memphis, Tennessee Asistencia: 17.928 espectadores Árbitros: Josh Tiven, Courtney Kirkland, Justin Van Duyne |  |  |
| Serie empatada, 1–1 |                                                                    |                                       |                                                               | |  |  |
|                     |                                                                    |                                       |                                                               | |  |  |

| 22 de abril                    | Memphis Grizzlies                                        | 101–111                              | Los Angeles Lakers                                                | |  |  |
| 10:00 p.m.                     | Parciales: 9–35, 28–18, 31–35, 33–23                     | Parciales: 9–35, 28–18, 31–35, 33–23 | Parciales: 9–35, 28–18, 31–35, 33–23                              | |  |  |
|                                | Estadísticas Ja Morant 45 Xavier Tillman 12 Ja Morant 13 | Reporte Pts Reb Asts                 | Estadísticas Anthony Davis 31 Anthony Davis 17 D'Angelo Russell 7 | Pabellón: Crypto.com Arena, Los Ángeles, California Asistencia: 18.997 espectadores Árbitros: Marc Davis, Ed Malloy, Brian Forte |  |  |
| LA Lakers lidera la serie, 2–1 |                                                          |                                      |                                                                   | |  |  |
|                                |                                                          |                                      |                                                                   | |  |  |

| 24 de abril                    | Memphis Grizzlies                                             | 111–117                                            | Los Angeles Lakers                                           | |  |  |
| 10:00 p.m.                     | Parciales: 23–29, 29–25, 31–27, 21–23 (T.E.: 7–13)            | Parciales: 23–29, 29–25, 31–27, 21–23 (T.E.: 7–13) | Parciales: 23–29, 29–25, 31–27, 21–23 (T.E.: 7–13)           | |  |  |
|                                | Estadísticas Desmond Bane 36 Jaren Jackson Jr. 14 Ja Morant 7 | Reporte Pts Reb Asts                               | Estadísticas Austin Reaves 23 LeBron James 20 LeBron James 7 | Pabellón: Crypto.com Arena, Los Ángeles, California Asistencia: 18.997 espectadores Árbitros: John Goble, Sean Wright, Mitchell Ervin |  |  |
| LA Lakers lidera la serie, 3–1 |                                                               |                                                    |                                                              | |  |  |
|                                |                                                               |                                                    |                                                              | |  |  |

| 26 de abril                    | Los Angeles Lakers                                                 | 99–116                                | Memphis Grizzlies                                                         | |  |  |
| 7:30 p.m.                      | Parciales: 24–38, 28–23, 24–33, 23–22                              | Parciales: 24–38, 28–23, 24–33, 23–22 | Parciales: 24–38, 28–23, 24–33, 23–22                                     | |  |  |
|                                | Estadísticas Anthony Davis 31 Anthony Davis 19 D'Angelo Russell 10 | Reporte Pts Reb Asts                  | Estadísticas Desmond Bane 33 Bane, Jackson Jr., Morant 10 c/u Ja Morant 7 | Pabellón: FedExForum, Memphis, Tennessee Asistencia: 18.117 espectadores Árbitros: David Guthrie, Bill Kennedy, Nick Buchert |  |  |
| LA Lakers lidera la serie, 3–2 |                                                                    |                                       |                                                                           | |  |  |
|                                |                                                                    |                                       |                                                                           | |  |  |

| 28 de abril                  | Memphis Grizzlies                                             | 85–125                                | Los Angeles Lakers                                                | |  |  |
| 10:30 p.m.                   | Parciales: 20–31, 22–28, 25–41, 18–25                         | Parciales: 20–31, 22–28, 25–41, 18–25 | Parciales: 20–31, 22–28, 25–41, 18–25                             | |  |  |
|                              | Estadísticas Santi Aldama 16 Roddy, Tillman 6 c/u Ja Morant 6 | Reporte Pts Reb Asts                  | Estadísticas D'Angelo Russell 31 Anthony Davis 14 Austin Reaves 8 | Pabellón: Crypto.com Arena, Los Ángeles, California Asistencia: 18.997 espectadores Árbitros: Tony Brothers, Kevin Scott, Sean Corbin |  |  |
| LA Lakers gana la serie, 4–2 |                                                               |                                       |                                                                   | |  |  |
|                              |                                                               |                                       |                                                                   | |  |  |

| 20 de enero de 2023 | Memphis Grizzlies | 121–122 | Los Angeles Lakers |                                                     |  |
|                     |                   |         |                    |                                                     |  |
|                     |                   | Reporte |                    | Pabellón: Crypto.com Arena, Los Ángeles, California |  |

| 28 de febrero de 2023 | Los Angeles Lakers | 109–121 | Memphis Grizzlies |                                          |  |
|                       |                    |         |                   |                                          |  |
|                       |                    | Reporte |                   | Pabellón: FedExForum, Memphis, Tennessee |  |

| 7 de marzo de 2023 | Memphis Grizzlies | 103–112 | Los Angeles Lakers |                                                     |  |
|                    |                   |         |                    |                                                     |  |
|                    |                   | Reporte |                    | Pabellón: Crypto.com Arena, Los Ángeles, California |  |

Es el primer encuentro de playoffs entre estos equipos.

#### (3) Sacramento Kings vs. (6) Golden State Warriors
| 15 de abril                     | Golden State Warriors                                               | 123–126                               | Sacramento Kings                                                | |  |  |
| 8:30 p.m.                       | Parciales: 29–29, 32–26, 29–36, 33–35                               | Parciales: 29–29, 32–26, 29–36, 33–35 | Parciales: 29–29, 32–26, 29–36, 33–35                           | |  |  |
|                                 | Estadísticas Stephen Curry 30 Green, Looney 9 c/u Draymond Green 11 | Reporte Pts Reb Asts                  | Estadísticas De'Aaron Fox 38 Domantas Sabonis 16 De'Aaron Fox 5 | Pabellón: Golden 1 Center, Sacramento, California Asistencia: 18.253 espectadores Árbitros: John Goble, Ed Malloy, Sean Wright |  |  |
| Sacramento lidera la serie, 1–0 |                                                                     |                                       |                                                                 | |  |  |
|                                 |                                                                     |                                       |                                                                 | |  |  |

| 17 de abril                     | Golden State Warriors                                        | 106–114                               | Sacramento Kings                                                   | |  |  |
| 10:00 p.m.                      | Parciales: 23–17, 29–41, 23–25, 31–31                        | Parciales: 23–17, 29–41, 23–25, 31–31 | Parciales: 23–17, 29–41, 23–25, 31–31                              | |  |  |
|                                 | Estadísticas Stephen Curry 28 Kevon Looney 7 Stephen Curry 6 | Reporte Pts Reb Asts                  | Estadísticas Fox, Sabonis 24 c/u Domantas Sabonis 9 De'Aaron Fox 9 | Pabellón: Golden 1 Center, Sacramento, California Asistencia: 18.253 espectadores Árbitros: Zach Zarba, Courtney Kirkland, Gediminas Petraitis |  |  |
| Sacramento lidera la serie, 2–0 |                                                              |                                       |                                                                    | |  |  |
|                                 |                                                              |                                       |                                                                    | |  |  |

| 20 de abril                     | Sacramento Kings                                                | 97–114                                | Golden State Warriors                                        | |  |  |
| 10:00 p.m.                      | Parciales: 20–29, 21–24, 31–31, 25–30                           | Parciales: 20–29, 21–24, 31–31, 25–30 | Parciales: 20–29, 21–24, 31–31, 25–30                        | |  |  |
|                                 | Estadísticas De'Aaron Fox 26 Domantas Sabonis 16 De'Aaron Fox 9 | Reporte Pts Reb Asts                  | Estadísticas Stephen Curry 36 Kevon Looney 20 Kevon Looney 9 | Pabellón: Chase Center, San Francisco, California Asistencia: 18.064 espectadores Árbitros: Eric Lewis, Kevin Scott, Sean Corbin |  |  |
| Sacramento lidera la serie, 2–1 |                                                                 |                                       |                                                              | |  |  |
|                                 |                                                                 |                                       |                                                              | |  |  |

| 23 de abril         | Sacramento Kings                                               | 125–126                               | Golden State Warriors                                          | |  |  |
| 3:30 p.m.           | Parciales: 32–31, 37–34, 23–37, 33–24                          | Parciales: 32–31, 37–34, 23–37, 33–24 | Parciales: 32–31, 37–34, 23–37, 33–24                          | |  |  |
|                     | Estadísticas De'Aaron Fox 38 De'Aaron Fox 9 Domantas Sabonis 8 | Reporte Pts Reb Asts                  | Estadísticas Stephen Curry 32 Kevon Looney 14 Draymond Green 7 | Pabellón: Chase Center, San Francisco, California Asistencia: 18.064 espectadores Árbitros: Josh Tiven, James Williams, Pat Fraher |  |  |
| Serie empatada, 2–2 |                                                                |                                       |                                                                | |  |  |
|                     |                                                                |                                       |                                                                | |  |  |

| 26 de abril                       | Golden State Warriors                                         | 123–116                               | Sacramento Kings                                                | |  |  |
| 10:00 p.m.                        | Parciales: 33–36, 27–20, 39–34, 24–26                         | Parciales: 33–36, 27–20, 39–34, 24–26 | Parciales: 33–36, 27–20, 39–34, 24–26                           | |  |  |
|                                   | Estadísticas Stephen Curry 31 Kevon Looney 22 Stephen Curry 8 | Reporte Pts Reb Asts                  | Estadísticas De'Aaron Fox 24 Domantas Sabonis 10 De'Aaron Fox 9 | Pabellón: Golden 1 Center, Sacramento, California Asistencia: 18.253 espectadores Árbitros: Tony Brothers, Mark Lindsay, Tyler Ford |  |  |
| Golden State lidera la serie, 3–2 |                                                               |                                       |                                                                 | |  |  |
|                                   |                                                               |                                       |                                                                 | |  |  |

| 28 de abril         | Sacramento Kings                                            | 118–99                                | Golden State Warriors                                           | |  |  |
| 8:00 p.m.           | Parciales: 23–25, 35–26, 32–29, 28–19                       | Parciales: 23–25, 35–26, 32–29, 28–19 | Parciales: 23–25, 35–26, 32–29, 28–19                           | |  |  |
|                     | Estadísticas Malik Monk 28 Keegan Murray 12 De'Aaron Fox 11 | Reporte Pts Reb Asts                  | Estadísticas Stephen Curry 29 Kevon Looney 13 Draymond Green 10 | Pabellón: Chase Center, San Francisco, California Asistencia: 18.064 espectadores Árbitros: David Guthrie, Bill Kennedy, Ben Taylor |  |  |
| Serie empatada, 3–3 |                                                             |                                       |                                                                 | |  |  |
|                     |                                                             |                                       |                                                                 | |  |  |

| 30 de abril                     | Golden State Warriors                                          | 120–100                               | Sacramento Kings                                                        | |  |  |
| 3:30 p.m.                       | Parciales: 30–31, 26–27, 35–23, 29–19                          | Parciales: 30–31, 26–27, 35–23, 29–19 | Parciales: 30–31, 26–27, 35–23, 29–19                                   | |  |  |
|                                 | Estadísticas Stephen Curry 50 Kevon Looney 21 Draymond Green 8 | Reporte Pts Reb Asts                  | Estadísticas Domantas Sabonis 22 Huerter, Monk 9 c/u Domantas Sabonis 7 | Pabellón: Golden 1 Center, Sacramento, California Asistencia: 18.253 espectadores Árbitros: Scott Foster, Kevin Scott, Curtis Blair |  |  |
| Golden State gana la serie, 4–3 |                                                                |                                       |                                                                         | |  |  |
|                                 |                                                                |                                       |                                                                         | |  |  |

| 23 de octubre de 2022 | Sacramento Kings | 125–130 | Golden State Warriors |                                                   |  |
|                       |                  |         |                       |                                                   |  |
|                       |                  | Reporte |                       | Pabellón: Chase Center, San Francisco, California |  |

| 7 de noviembre de 2022 | Sacramento Kings | 113–116 | Golden State Warriors |                                                   |  |
|                        |                  |         |                       |                                                   |  |
|                        |                  | Reporte |                       | Pabellón: Chase Center, San Francisco, California |  |

| 13 de noviembre de 2022 | Golden State Warriors | 115–122 | Sacramento Kings |                                                   |  |
|                         |                       |         |                  |                                                   |  |
|                         |                       | Reporte |                  | Pabellón: Golden 1 Center, Sacramento, California |  |

| 7 de abril de 2023 | Golden State Warriors | 119–97  | Sacramento Kings |                                                   |  |
|                    |                       |         |                  |                                                   |  |
|                    |                       | Reporte |                  | Pabellón: Golden 1 Center, Sacramento, California |  |

Es el primer encuentro de playoffs entre estos equipos.

#### (4) Phoenix Suns vs. (5) Los Angeles Clippers
| 16 de abril                      | Los Angeles Clippers                                             | 115–110                               | Phoenix Suns                                               | |  |  |
| 8:00 p.m.                        | Parciales: 30–18, 29–36, 22–27, 34–29                            | Parciales: 30–18, 29–36, 22–27, 34–29 | Parciales: 30–18, 29–36, 22–27, 34–29                      | |  |  |
|                                  | Estadísticas Kawhi Leonard 38 Ivica Zubac 15 Russell Westbrook 8 | Reporte Pts Reb Asts                  | Estadísticas Kevin Durant 27 Chris Paul 11 Kevin Durant 11 | Pabellón: Footprint Center, Phoenix, Arizona Asistencia: 17.071 espectadores Árbitros: Marc Davis, Brian Forte, Kevin Scott, Scott Twardoski |  |  |
| LA Clippers lidera la serie, 1–0 |                                                                  |                                       |                                                            | |  |  |
|                                  |                                                                  |                                       |                                                            | |  |  |

| 18 de abril         | Los Angeles Clippers                                          | 109–123                               | Phoenix Suns                                                 | |  |  |
| 10:00 p.m.          | Parciales: 29–24, 30–35, 28–33, 22–31                         | Parciales: 29–24, 30–35, 28–33, 22–31 | Parciales: 29–24, 30–35, 28–33, 22–31                        | |  |  |
|                     | Estadísticas Kawhi Leonard 31 Kawhi Leonard 8 Kawhi Leonard 7 | Reporte Pts Reb Asts                  | Estadísticas Devin Booker 38 Deandre Ayton 13 Devin Booker 9 | Pabellón: Footprint Center, Phoenix, Arizona Asistencia: 17.071 espectadores Árbitros: Scott Foster, Eric Lewis, JB DeRosa |  |  |
| Serie empatada, 1–1 |                                                               |                                       |                                                              | |  |  |
|                     |                                                               |                                       |                                                              | |  |  |

| 20 de abril                  | Phoenix Suns                                               | 129–124                               | Los Angeles Clippers                                                      | |  |  |
| 10:30 p.m.                   | Parciales: 27–27, 27–24, 40–34, 35–39                      | Parciales: 27–27, 27–24, 40–34, 35–39 | Parciales: 27–27, 27–24, 40–34, 35–39                                     | |  |  |
|                              | Estadísticas Devin Booker 45 Deandre Ayton 11 Chris Paul 7 | Reporte Pts Reb Asts                  | Estadísticas Norman Powell 42 Westbrook, Zubac 8 c/u Russell Westbrook 11 | Pabellón: Crypto.com Arena, Los Ángeles, California Asistencia: 19.068 espectadores Árbitros: David Guthrie, Bill Kennedy, Jacyn Goble |  |  |
| Phoenix lidera la serie, 2–1 |                                                            |                                       |                                                                           | |  |  |
|                              |                                                            |                                       |                                                                           | |  |  |

| 22 de abril                  | Phoenix Suns                                               | 112–100                               | Los Angeles Clippers                                                  | |  |  |
| 3:30 p.m.                    | Parciales: 23–30, 25–17, 35–31, 29–22                      | Parciales: 23–30, 25–17, 35–31, 29–22 | Parciales: 23–30, 25–17, 35–31, 29–22                                 | |  |  |
|                              | Estadísticas Kevin Durant 31 Deandre Ayton 13 Chris Paul 9 | Reporte Pts Reb Asts                  | Estadísticas Russell Westbrook 37 Ivica Zubac 9 Mann, Westbrook 4 c/u | Pabellón: Crypto.com Arena, Los Ángeles, California Asistencia: 19.068 espectadores Árbitros: Tony Brothers, Curtis Blair, Nick Buchert |  |  |
| Phoenix lidera la serie, 3–1 |                                                            |                                       |                                                                       | |  |  |
|                              |                                                            |                                       |                                                                       | |  |  |

| 25 de abril                | Los Angeles Clippers                                                    | 130–136                               | Phoenix Suns                                                  | |  |  |
| 10:00 p.m.                 | Parciales: 30–32, 40–29, 24–50, 36–25                                   | Parciales: 30–32, 40–29, 24–50, 36–25 | Parciales: 30–32, 40–29, 24–50, 36–25                         | |  |  |
|                            | Estadísticas Norman Powell 27 Plumlee, Zubac 10 c/u Russell Westbrook 8 | Reporte Pts Reb Asts                  | Estadísticas Devin Booker 47 Deandre Ayton 11 Devin Booker 10 | Pabellón: Footprint Center, Phoenix, Arizona Asistencia: 17.071 espectadores Árbitros: Zach Zarba, Ben Taylor, Karl Lane |  |  |
| Phoenix gana la serie, 4–1 |                                                                         |                                       |                                                               | |  |  |
|                            |                                                                         |                                       |                                                               | |  |  |

| 23 de octubre de 2022 | Phoenix Suns | 112–95  | Los Angeles Clippers |                                                     |  |
|                       |              |         |                      |                                                     |  |
|                       |              | Reporte |                      | Pabellón: Crypto.com Arena, Los Ángeles, California |  |

| 15 de diciembre de 2022 | Phoenix Suns | 111–95  | Los Angeles Clippers |                                                     |  |
|                         |              |         |                      |                                                     |  |
|                         |              | Reporte |                      | Pabellón: Crypto.com Arena, Los Ángeles, California |  |

| 16 de febrero de 2023 | Los Angeles Clippers | 116–107 | Phoenix Suns |                                              |  |
|                       |                      |         |              |                                              |  |
|                       |                      | Reporte |              | Pabellón: Footprint Center, Phoenix, Arizona |  |

| 9 de abril de 2023 | Los Angeles Clippers | 119–114 | Phoenix Suns |                                              |  |
|                    |                      |         |              |                                              |  |
|                    |                      | Reporte |              | Pabellón: Footprint Center, Phoenix, Arizona |  |

Esta es la tercera vez que estos equipos se enfrentan en playoffs, Phoenix ganó todas los enfrentamientos previos.
| 2006 | Phoenix Suns | 4–3 | Los Angeles Clippers |                                            |
|      |              |     |                      |                                            |
|      |              |     |                      | Pabellón: Semifinal Conferencia Oeste 2006 |

| 2021 | Phoenix Suns | 4–2 | Los Angeles Clippers |                                        |
|      |              |     |                      |                                        |
|      |              |     |                      | Pabellón: Final Conferencia Oeste 2021 |

### Semifinales de Conferencia

#### (1) Denver Nuggets vs. (4) Phoenix Suns
| 29 de abril                 | Phoenix Suns                                                | 107–125                               | Denver Nuggets                                              | |  |  |
| 8:30 p.m.                   | Parciales: 32–31, 19–37, 30–26, 26–31                       | Parciales: 32–31, 19–37, 30–26, 26–31 | Parciales: 32–31, 19–37, 30–26, 26–31                       | |  |  |
|                             | Estadísticas Kevin Durant 29 Kevin Durant 14 Devin Booker 8 | Reporte Pts Reb Asts                  | Estadísticas Jamal Murray 34 Nikola Jokić 19 Jamal Murray 9 | Pabellón: Ball Arena, Denver, Colorado Asistencia: 19.762 espectadores Árbitros: Marc Davis, Josh Tiven, Tre Maddox |  |  |
| Denver lidera la serie, 1–0 |                                                             |                                       |                                                             | |  |  |
|                             |                                                             |                                       |                                                             | |  |  |

| 1 de mayo                   | Phoenix Suns                                                        | 87–97                                 | Denver Nuggets                                              | |  |  |
| 10:00 p.m.                  | Parciales: 21–18, 21–22, 31–30, 14–27                               | Parciales: 21–18, 21–22, 31–30, 14–27 | Parciales: 21–18, 21–22, 31–30, 14–27                       | |  |  |
|                             | Estadísticas Devin Booker 35 Ayton, Durant 8 c/u Booker, Paul 6 c/u | Reporte Pts Reb Asts                  | Estadísticas Nikola Jokić 39 Nikola Jokić 16 Jamal Murray 8 | Pabellón: Ball Arena, Denver, Colorado Asistencia: 19.592 espectadores Árbitros: John Goble, Eric Lewis, Sean Wright |  |  |
| Denver lidera la serie, 2–0 |                                                                     |                                       |                                                             | |  |  |
|                             |                                                                     |                                       |                                                             | |  |  |

| 5 de mayo                   | Denver Nuggets                                               | 114–121                               | Phoenix Suns                                                             | |  |  |
| 10:00 p.m.                  | Parciales: 31–29, 21–38, 36–23, 26–31                        | Parciales: 31–29, 21–38, 36–23, 26–31 | Parciales: 31–29, 21–38, 36–23, 26–31                                    | |  |  |
|                             | Estadísticas Jamal Murray 32 Nikola Jokić 17 Nikola Jokić 17 | Reporte Pts Reb Asts                  | Estadísticas Devin Booker 47 Ayton, Durant, Landale 9 c/u Devin Booker 9 | Pabellón: Footprint Center, Phoenix, Arizona Asistencia: 17.071 espectadores Árbitros: Zach Zarba, James Williams, Sean Corbin |  |  |
| Denver lidera la serie, 2–1 |                                                              |                                       |                                                                          | |  |  |
|                             |                                                              |                                       |                                                                          | |  |  |

| 7 de mayo           | Denver Nuggets                                                     | 124–129                               | Phoenix Suns                                                       | |  |  |
| 8:00 p.m.           | Parciales: 34–32, 27–31, 31–35, 32–31                              | Parciales: 34–32, 27–31, 31–35, 32–31 | Parciales: 34–32, 27–31, 31–35, 32–31                              | |  |  |
|                     | Estadísticas Nikola Jokić 53 Michael Porter Jr. 10 Nikola Jokić 11 | Reporte Pts Reb Asts                  | Estadísticas Booker, Durant 36 c/u Kevin Durant 11 Devin Booker 12 | Pabellón: Footprint Center, Phoenix, Arizona Asistencia: 17.071 espectadores Árbitros: Tony Brothers, Ed Malloy, Jacyn Goble |  |  |
| Serie empatada, 2–2 |                                                                    |                                       |                                                                    | |  |  |
|                     |                                                                    |                                       |                                                                    | |  |  |

| 9 de mayo                   | Phoenix Suns                                                | 102–118                               | Denver Nuggets                                               | |  |  |
| 10:00 p.m.                  | Parciales: 24–35, 25–17, 25–39, 28–27                       | Parciales: 24–35, 25–17, 25–39, 28–27 | Parciales: 24–35, 25–17, 25–39, 28–27                        | |  |  |
|                             | Estadísticas Devin Booker 28 Kevin Durant 11 Kevin Durant 7 | Reporte Pts Reb Asts                  | Estadísticas Nikola Jokić 29 Nikola Jokić 13 Nikola Jokić 12 | Pabellón: Ball Arena, Denver, Colorado Asistencia: 19.773 espectadores Árbitros: David Guthrie, Bill Kennedy, Brian Forte |  |  |
| Denver lidera la serie, 3–2 |                                                             |                                       |                                                              | |  |  |
|                             |                                                             |                                       |                                                              | |  |  |

| 11 de mayo                | Denver Nuggets                                               | 125–100                               | Phoenix Suns                                                     | |  |  |
| 10:00 p.m.                | Parciales: 44–26, 37–25, 22–25, 22–24                        | Parciales: 44–26, 37–25, 22–25, 22–24 | Parciales: 44–26, 37–25, 22–25, 22–24                            | |  |  |
|                           | Estadísticas Nikola Jokić 32 Nikola Jokić 10 Nikola Jokić 12 | Reporte Pts Reb Asts                  | Estadísticas Cameron Payne 31 Payne, Shamet 6 c/u Devin Booker 8 | Pabellón: Footprint Center, Phoenix, Arizona Asistencia: 17.071 espectadores Árbitros: Marc Davis, Ben Taylor, Tyler Ford |  |  |
| Denver gana la serie, 4–2 |                                                              |                                       |                                                                  | |  |  |
|                           |                                                              |                                       |                                                                  | |  |  |

| 25 de diciembre de 2022 | Phoenix Suns | 125–128 | Denver Nuggets |                                        |  |
|                         |              |         |                |                                        |  |
|                         |              | Reporte |                | Pabellón: Ball Arena, Denver, Colorado |  |

| 11 de enero de 2023 | Phoenix Suns | 97–126  | Denver Nuggets |                                        |  |
|                     |              |         |                |                                        |  |
|                     |              | Reporte |                | Pabellón: Ball Arena, Denver, Colorado |  |

| 31 de marzo de 2023 | Denver Nuggets | 93–100  | Phoenix Suns |                                              |  |
|                     |                |         |              |                                              |  |
|                     |                | Reporte |              | Pabellón: Footprint Center, Phoenix, Arizona |  |

| 6 de abril de 2023 | Denver Nuggets | 115–119 | Phoenix Suns |                                              |  |
|                    |                |         |              |                                              |  |
|                    |                | Reporte |              | Pabellón: Footprint Center, Phoenix, Arizona |  |

Esta es la quinta vez que estos equipos se enfrentan en playoffs, Phoenix lidera la serie con tres triunfos contra uno.
| 1982 | Denver Nuggets | 1–2 | Phoenix Suns |                                            |
|      |                |     |              |                                            |
|      |                |     |              | Pabellón: 1.ª ronda Conferencia Oeste 1982 |

| 1983 | Phoenix Suns | 1–2 | Denver Nuggets |                                            |
|      |              |     |                |                                            |
|      |              |     |                | Pabellón: 1.ª ronda Conferencia Oeste 1983 |

| 1989 | Phoenix Suns | 3–0 | Denver Nuggets |                                            |
|      |              |     |                |                                            |
|      |              |     |                | Pabellón: 1.ª ronda Conferencia Oeste 1989 |

| 2021 | Phoenix Suns | 4–0 | Denver Nuggets |                                              |
|      |              |     |                |                                              |
|      |              |     |                | Pabellón: Semifinales Conferencia Oeste 2021 |

#### (6) Golden State Warriors vs. (7) Los Angeles Lakers
| 2 de mayo                      | Los Angeles Lakers                                                | 117–112                               | Golden State Warriors                                          | |  |  |
| 10:00 p.m.                     | Parciales: 29–31, 36–33, 31–24, 21–24                             | Parciales: 29–31, 36–33, 31–24, 21–24 | Parciales: 29–31, 36–33, 31–24, 21–24                          | |  |  |
|                                | Estadísticas Anthony Davis 30 Anthony Davis 23 D'Angelo Russell 6 | Reporte Pts Reb Asts                  | Estadísticas Stephen Curry 27 Kevon Looney 23 Draymond Green 7 | Pabellón: Chase Center, San Francisco, California Asistencia: 18.064 espectadores Árbitros: Marc Davis, Ed Malloy, Nick Buchert |  |  |
| LA Lakers lidera la serie, 1–0 |                                                                   |                                       |                                                                | |  |  |
|                                |                                                                   |                                       |                                                                | |  |  |

| 4 de mayo           | Los Angeles Lakers                                                 | 100–127                               | Golden State Warriors                                            | |  |  |
| 9:00 p.m.           | Parciales: 33–26, 23–41, 24–43, 20–17                              | Parciales: 33–26, 23–41, 24–43, 20–17 | Parciales: 33–26, 23–41, 24–43, 20–17                            | |  |  |
|                     | Estadísticas LeBron James 23 Davis, James 7 c/u D'Angelo Russell 8 | Reporte Pts Reb Asts                  | Estadísticas Klay Thompson 30 Draymond Green 11 Stephen Curry 12 | Pabellón: Chase Center, San Francisco, California Asistencia: 18.064 espectadores Árbitros: Tony Brothers, Eric Lewis, Pat Fraher |  |  |
| Serie empatada, 1–1 |                                                                    |                                       |                                                                  | |  |  |
|                     |                                                                    |                                       |                                                                  | |  |  |

| 6 de mayo                      | Golden State Warriors                                         | 97–127                                | Los Angeles Lakers                                            | |  |  |
| 8:30 p.m.                      | Parciales: 30–23, 18–36, 20–27, 29–41                         | Parciales: 30–23, 18–36, 20–27, 29–41 | Parciales: 30–23, 18–36, 20–27, 29–41                         | |  |  |
|                                | Estadísticas Stephen Curry 23 Andrew Wiggins 9 Jordan Poole 6 | Reporte Pts Reb Asts                  | Estadísticas Anthony Davis 25 Anthony Davis 13 LeBron James 8 | Pabellón: Crypto.com Arena, Los Ángeles, California Asistencia: 18.997 espectadores Árbitros: David Guthrie, Bill Kennedy, Mitchell Ervin |  |  |
| LA Lakers lidera la serie, 2–1 |                                                               |                                       |                                                               | |  |  |
|                                |                                                               |                                       |                                                               | |  |  |

| 8 de mayo                      | Golden State Warriors                                              | 101–104                               | Los Angeles Lakers                                           | |  |  |
| 10:00 p.m.                     | Parciales: 21–22, 31–27, 32–28, 17–27                              | Parciales: 21–22, 31–27, 32–28, 17–27 | Parciales: 21–22, 31–27, 32–28, 17–27                        | |  |  |
|                                | Estadísticas Stephen Curry 31 Curry, Green 10 c/u Stephen Curry 14 | Reporte Pts Reb Asts                  | Estadísticas LeBron James 27 Anthony Davis 15 LeBron James 6 | Pabellón: Crypto.com Arena, Los Ángeles, California Asistencia: 18.997 espectadores Árbitros: Scott Foster, Kevin Scott, Curtis Blair |  |  |
| LA Lakers lidera la serie, 3–1 |                                                                    |                                       |                                                              | |  |  |
|                                |                                                                    |                                       |                                                              | |  |  |

| 10 de mayo                     | Los Angeles Lakers                                              | 106–121                               | Golden State Warriors                                           | |  |  |
| 10:00 p.m.                     | Parciales: 28–32, 31–38, 23–23, 24–28                           | Parciales: 28–32, 31–38, 23–23, 24–28 | Parciales: 28–32, 31–38, 23–23, 24–28                           | |  |  |
|                                | Estadísticas LeBron James 25 Davis, James 9 c/u Austin Reaves 5 | Reporte Pts Reb Asts                  | Estadísticas Stephen Curry 27 Draymond Green 10 Stephen Curry 8 | Pabellón: Chase Center, San Francisco, California Asistencia: 18.064 espectadores Árbitros: Zach Zarba, James Williams, Gediminas Petraitis |  |  |
| LA Lakers lidera la serie, 3–2 |                                                                 |                                       |                                                                 | |  |  |
|                                |                                                                 |                                       |                                                                 | |  |  |

| 12 de mayo                   | Golden State Warriors                                               | 101–122                               | Los Angeles Lakers                                           | |  |  |
| 10:00 p.m.                   | Parciales: 26–31, 20–25, 31–35, 24–31                               | Parciales: 26–31, 20–25, 31–35, 24–31 | Parciales: 26–31, 20–25, 31–35, 24–31                        | |  |  |
|                              | Estadísticas Stephen Curry 32 Kevon Looney 18 Curry, Thompson 5 c/u | Reporte Pts Reb Asts                  | Estadísticas LeBron James 30 Anthony Davis 20 LeBron James 9 | Pabellón: Crypto.com Arena, Los Ángeles, California Asistencia: 18.997 espectadores Árbitros: John Goble, Courtney Kirkland, Mark Lindsay |  |  |
| LA Lakers gana la serie, 4–2 |                                                                     |                                       |                                                              | |  |  |
|                              |                                                                     |                                       |                                                              | |  |  |

| 18 de octubre de 2022 | Los Angeles Lakers | 109–123 | Golden State Warriors |                                                   |  |
|                       |                    |         |                       |                                                   |  |
|                       |                    | Reporte |                       | Pabellón: Chase Center, San Francisco, California |  |

| 11 de febrero de 2023 | Los Angeles Lakers | 109–103 | Golden State Warriors |                                                   |  |
|                       |                    |         |                       |                                                   |  |
|                       |                    | Reporte |                       | Pabellón: Chase Center, San Francisco, California |  |

| 23 de febrero de 2023 | Golden State Warriors | 111–124 | Los Angeles Lakers |                                                     |  |
|                       |                       |         |                    |                                                     |  |
|                       |                       | Reporte |                    | Pabellón: Crypto.com Arena, Los Ángeles, California |  |

| 5 de marzo de 2023 | Golden State Warriors | 105–113 | Los Angeles Lakers |                                                     |  |
|                    |                       |         |                    |                                                     |  |
|                    |                       | Reporte |                    | Pabellón: Crypto.com Arena, Los Ángeles, California |  |

Esta es la octava vez que estos equipos se enfrentan en playoffs, Lakers lidera la serie con seis triunfos contra uno.
| 1967 | Golden State Warriors | 3–0 | Los Angeles Lakers |                                           |
|      |                       |     |                    |                                           |
|      |                       |     |                    | Pabellón: Semifinales División Oeste 1967 |

| 1968 | Los Angeles Lakers | 4–0 | Golden State Warriors |                                           |
|      |                    |     |                       |                                           |
|      |                    |     |                       | Pabellón: Semifinales División Oeste 1968 |

| 1969 | Los Angeles Lakers | 4–2 | Golden State Warriors |                                           |
|      |                    |     |                       |                                           |
|      |                    |     |                       | Pabellón: Semifinales División Oeste 1969 |

| 1973 | Los Angeles Lakers | 4–1 | Golden State Warriors |                                          |
|      |                    |     |                       |                                          |
|      |                    |     |                       | Pabellón: Finales Conferencia Oeste 1973 |

| 1977 | Los Angeles Lakers | 4–3 | Golden State Warriors |                                              |
|      |                    |     |                       |                                              |
|      |                    |     |                       | Pabellón: Semifinales Conferencia Oeste 1977 |

| 1987 | Los Angeles Lakers | 4–1 | Golden State Warriors |                                              |
|      |                    |     |                       |                                              |
|      |                    |     |                       | Pabellón: Semifinales Conferencia Oeste 1987 |

| 1991 | Los Angeles Lakers | 4–1 | Golden State Warriors |                                              |
|      |                    |     |                       |                                              |
|      |                    |     |                       | Pabellón: Semifinales Conferencia Oeste 1991 |

### Finales de Conferencia

#### (1) Denver Nuggets vs. (7) Los Angeles Lakers
| 16 de mayo                  | Los Angeles Lakers                                           | 126–132                               | Denver Nuggets                                               | |  |  |
| 8:30 p.m.                   | Parciales: 25–37, 29–35, 38–34, 34–26                        | Parciales: 25–37, 29–35, 38–34, 34–26 | Parciales: 25–37, 29–35, 38–34, 34–26                        | |  |  |
|                             | Estadísticas Anthony Davis 40 LeBron James 12 LeBron James 9 | Reporte Pts Reb Asts                  | Estadísticas Nikola Jokić 34 Nikola Jokić 21 Nikola Jokić 14 | Pabellón: Ball Arena, Denver, Colorado Asistencia: 19.633 espectadores Árbitros: Zach Zarba, Eric Lewis, Ben Taylor |  |  |
| Denver lidera la serie, 1–0 |                                                              |                                       |                                                              | |  |  |
|                             |                                                              |                                       |                                                              | |  |  |

| 18 de mayo                  | Los Angeles Lakers                                                 | 103–108                               | Denver Nuggets                                               | |  |  |
| 8:30 p.m.                   | Parciales: 27–27, 26–21, 26–28, 24–32                              | Parciales: 27–27, 26–21, 26–28, 24–32 | Parciales: 27–27, 26–21, 26–28, 24–32                        | |  |  |
|                             | Estadísticas James, Reaves 22 c/u Anthony Davis 14 LeBron James 10 | Reporte Pts Reb Asts                  | Estadísticas Jamal Murray 37 Nikola Jokić 17 Nikola Jokić 12 | Pabellón: Ball Arena, Denver, Colorado Asistencia: 19.742 espectadores Árbitros: Tony Brothers, David Guthrie, Brian Forte |  |  |
| Denver lidera la serie, 2–0 |                                                                    |                                       |                                                              | |  |  |
|                             |                                                                    |                                       |                                                              | |  |  |

| 20 de mayo                  | Denver Nuggets                                                    | 119–108                               | Los Angeles Lakers                                             | |  |  |
| 8:30 p.m.                   | Parciales: 32–20, 26–35, 26–27, 35–26                             | Parciales: 32–20, 26–35, 26–27, 35–26 | Parciales: 32–20, 26–35, 26–27, 35–26                          | |  |  |
|                             | Estadísticas Jamal Murray 37 Michael Porter Jr. 10 Nikola Jokić 8 | Reporte Pts Reb Asts                  | Estadísticas Anthony Davis 28 Anthony Davis 18 LeBron James 12 | Pabellón: Crypto.com Arena, Los Ángeles, California Asistencia: 18.997 espectadores Árbitros: Scott Foster, Bill Kennedy, Mark Lindsay |  |  |
| Denver lidera la serie, 3–0 |                                                                   |                                       |                                                                | |  |  |
|                             |                                                                   |                                       |                                                                | |  |  |

| 22 de mayo                | Denver Nuggets                                               | 113–111                               | Los Angeles Lakers                                           | |  |  |
| 8:30 p.m.                 | Parciales: 28–34, 30–39, 36–16, 19–22                        | Parciales: 28–34, 30–39, 36–16, 19–22 | Parciales: 28–34, 30–39, 36–16, 19–22                        | |  |  |
|                           | Estadísticas Nikola Jokić 30 Nikola Jokić 14 Nikola Jokić 13 | Reporte Pts Reb Asts                  | Estadísticas LeBron James 40 Anthony Davis 14 LeBron James 9 | Pabellón: Crypto.com Arena, Los Ángeles, California Asistencia: 18.997 espectadores Árbitros: Marc Davis, Josh Tiven, Tre Maddox |  |  |
| Denver gana la serie, 4–0 |                                                              |                                       |                                                              | |  |  |
|                           |                                                              |                                       |                                                              | |  |  |

| 26 de octubre de 2022 | Los Angeles Lakers | 99–110  | Denver Nuggets |                                        |  |
|                       |                    |         |                |                                        |  |
|                       |                    | Reporte |                | Pabellón: Ball Arena, Denver, Colorado |  |

| 30 de octubre de 2022 | Denver Nuggets | 110–121 | Los Angeles Lakers |                                                     |  |
|                       |                |         |                    |                                                     |  |
|                       |                | Reporte |                    | Pabellón: Crypto.com Arena, Los Ángeles, California |  |

| 16 de diciembre de 2022 | Denver Nuggets | 108–126 | Los Angeles Lakers |                                                     |  |
|                         |                |         |                    |                                                     |  |
|                         |                | Reporte |                    | Pabellón: Crypto.com Arena, Los Ángeles, California |  |

| 9 de enero de 2023 | Los Angeles Lakers | 109–122 | Denver Nuggets |                                        |  |
|                    |                    |         |                |                                        |  |
|                    |                    | Reporte |                | Pabellón: Ball Arena, Denver, Colorado |  |

Esta es la octava vez que estos equipos se enfrentan en playoffs, los Lakers ganaron todos los enfrentamientos previos.
| 1979 | Denver Nuggets | 1–2 | Los Angeles Lakers |                                            |
|      |                |     |                    |                                            |
|      |                |     |                    | Pabellón: 1.ª ronda Conferencia Oeste 1979 |

| 1985 | Los Angeles Lakers | 4–1 | Denver Nuggets |                                          |
|      |                    |     |                |                                          |
|      |                    |     |                | Pabellón: Finales Conferencia Oeste 1985 |

| 1987 | Los Angeles Lakers | 3–0 | Denver Nuggets |                                            |
|      |                    |     |                |                                            |
|      |                    |     |                | Pabellón: 1.ª ronda Conferencia Oeste 1987 |

| 2008 | Los Angeles Lakers | 4–0 | Denver Nuggets |                                            |
|      |                    |     |                |                                            |
|      |                    |     |                | Pabellón: 1.ª ronda Conferencia Oeste 2008 |

| 2009 | Los Angeles Lakers | 4–2 | Denver Nuggets |                                          |
|      |                    |     |                |                                          |
|      |                    |     |                | Pabellón: Finales Conferencia Oeste 2009 |

| 2012 | Los Angeles Lakers | 4–3 | Denver Nuggets |                                            |
|      |                    |     |                |                                            |
|      |                    |     |                | Pabellón: 1.ª ronda Conferencia Oeste 2012 |

| 2020 | Los Angeles Lakers | 4–1 | Denver Nuggets |                                          |
|      |                    |     |                |                                          |
|      |                    |     |                | Pabellón: Finales Conferencia Oeste 2020 |

## Finales de la NBA: (O1) Denver Nuggets vs. (E8) Miami Heat
| 1 de junio                  | Miami Heat                                                | 93–104                                | Denver Nuggets                                                     | |  |  |
| 8:30 p.m.                   | Parciales: 20–29, 22–30, 21–25, 30–20                     | Parciales: 20–29, 22–30, 21–25, 30–20 | Parciales: 20–29, 22–30, 21–25, 30–20                              | |  |  |
|                             | Estadísticas Bam Adebayo 26 Bam Adebayo 13 Jimmy Butler 7 | Reporte Pts Reb Asts                  | Estadísticas Nikola Jokić 27 Michael Porter Jr. 12 Nikola Jokić 14 | Pabellón: Ball Arena, Denver, Colorado Asistencia: 19.528 espectadores Árbitros: Marc Davis, David Guthrie, Ed Malloy |  |  |
| Denver lidera la serie, 1–0 |                                                           |                                       |                                                                    | |  |  |
|                             |                                                           |                                       |                                                                    | |  |  |

| 4 de junio          | Miami Heat                                                | 111–108                               | Denver Nuggets                                               | |  |  |
| 8:00 p.m.           | Parciales: 26–23, 25–34, 24–26, 36–25                     | Parciales: 26–23, 25–34, 24–26, 36–25 | Parciales: 26–23, 25–34, 24–26, 36–25                        | |  |  |
|                     | Estadísticas Gabe Vincent 23 Kevin Love 10 Jimmy Butler 9 | Reporte Pts Reb Asts                  | Estadísticas Nikola Jokić 41 Nikola Jokić 11 Jamal Murray 10 | Pabellón: Ball Arena, Denver, Colorado Asistencia: 19.537 espectadores Árbitros: Zach Zarba, John Goble, Courtney Kirkland |  |  |
| Serie empatada, 1–1 |                                                           |                                       |                                                              | |  |  |
|                     |                                                           |                                       |                                                              | |  |  |

| 7 de junio                  | Denver Nuggets                                                    | 109–94                                | Miami Heat                                                     | |  |  |
| 8:30 p.m.                   | Parciales: 24–24, 29–24, 29–20, 27–26                             | Parciales: 24–24, 29–24, 29–20, 27–26 | Parciales: 24–24, 29–24, 29–20, 27–26                          | |  |  |
|                             | Estadísticas Jamal Murray 34 Nikola Jokić 21 Jokić, Murray 10 c/u | Reporte Pts Reb Asts                  | Estadísticas Jimmy Butler 28 Bam Adebayo 17 Lowry, Strus 5 c/u | Pabellón: Kaseya Center, Miami, Florida Asistencia: 20.019 espectadores Árbitros: Tony Brothers, Josh Tiven, Kevin Scott |  |  |
| Denver lidera la serie, 2–1 |                                                                   |                                       |                                                                | |  |  |
|                             |                                                                   |                                       |                                                                | |  |  |

| 9 de junio                  | Denver Nuggets                                               | 108–95                                | Miami Heat                                                      | |  |  |
| 8:30 p.m.                   | Parciales: 20–21, 35–30, 31–22, 22–22                        | Parciales: 20–21, 35–30, 31–22, 22–22 | Parciales: 20–21, 35–30, 31–22, 22–22                           | |  |  |
|                             | Estadísticas Aaron Gordon 27 Nikola Jokić 12 Jamal Murray 12 | Reporte Pts Reb Asts                  | Estadísticas Jimmy Butler 25 Bam Adebayo 11 Butler, Lowry 7 c/u | Pabellón: Kaseya Center, Miami, Florida Asistencia: 20.184 espectadores Árbitros: Scott Foster, Bill Kennedy, James Williams |  |  |
| Denver lidera la serie, 3–1 |                                                              |                                       |                                                                 | |  |  |
|                             |                                                              |                                       |                                                                 | |  |  |

| 12 de junio               | Miami Heat                                                 | 89–94                                 | Denver Nuggets                                              | |  |  |
| 8:30 p.m.                 | Parciales: 24–22, 27–22, 20–26, 18–24                      | Parciales: 24–22, 27–22, 20–26, 18–24 | Parciales: 24–22, 27–22, 20–26, 18–24                       | |  |  |
|                           | Estadísticas Jimmy Butler 21 Bam Adebayo 12 Jimmy Butler 5 | Reporte Pts Reb Asts                  | Estadísticas Nikola Jokić 28 Nikola Jokić 16 Jamal Murray 8 | Pabellón: Ball Arena, Denver, Colorado Asistencia: 19.537 espectadores Árbitros: Marc Davis, David Guthrie, Josh Tiven |  |  |
| Denver gana la serie, 4–1 |                                                            |                                       |                                                             | |  |  |
|                           |                                                            |                                       |                                                             | |  |  |

| 30 de diciembre de 2022 | Miami Heat | 119–124 | Denver Nuggets |                                        |  |
|                         |            |         |                |                                        |  |
|                         |            | Reporte |                | Pabellón: Ball Arena, Denver, Colorado |  |

| 13 de febrero de 2023 | Denver Nuggets | 112–108 | Miami Heat |                                            |  |
|                       |                |         |            |                                            |  |
|                       |                | Reporte |            | Pabellón: Miami-Dade Arena, Miami, Florida |  |

Es el primer encuentro de playoffs entre estos equipos.

## Estadísticas
| Categoría   | Máximo                     | Máximo                                   | Máximo | Promedio      | Promedio           | Promedio | Promedio |
| Categoría   | Jugador                    | Equipo                                   | Máx.   | Jugador       | Equipo             | Media    | Part.    |
| ----------- | -------------------------- | ---------------------------------------- | ------ | ------------- | ------------------ | -------- | -------- |
| Puntos      | Jimmy Butler               | Miami Heat                               | 56     | Devin Booker  | Phoenix Suns       | 33.7     | 11       |
| Rebotes     | Kevon Looney Anthony Davis | Golden State Warriors Los Angeles Lakers | 23     | Anthony Davis | Los Angeles Lakers | 14.1     | 16       |
| Asistencias | Nikola Jokić               | Denver Nuggets                           | 17     | Trae Young    | Atlanta Hawks      | 10.2     | 6        |
| Robos       | Jimmy Butler               | Miami Heat                               | 6      | De'Aaron Fox  | Sacramento Kings   | 2.1      | 7        |
| Tapones     | Anthony Davis              | Los Angeles Lakers                       | 7      | Anthony Davis | Los Angeles Lakers | 3.1      | 16       |

## Patrocinador
Por segundo año consecutivo, las eliminatorias se denominarán oficialmente "2023 NBA Playoffs presented by Google Pixel". Debido al acuerdo multianual de patrocinio con Google Pixel, este proporciona la marca del logotipo dentro de las sedes y en las propiedades digitales oficiales en la cancha, así como inventario comercial durante las retransmisiones de ABC, ESPN, TNT y NBA TV de los partidos de playoffs.